# 文森特·梵高
文森·威廉·梵高（1853年3月30日—1890年7月29日），荷兰后印象派画家。他是表现主义的先驱，對二十世紀艺术特別是野兽派與德国表现主义產生了深刻的影響。梵高的作品，如《星夜》、《向日葵》、《有乌鸦的麦田》等，早已跻身世界名作行列。在2004年票選最偉大的荷蘭人當中，梵高排名第十，次於第九偉大的17世紀畫家林布蘭。
1861年梵高開始接受教育，在學習法語、德語及英語等語言時表現不錯，但在1868年3月中斷學業，1869年7月到國際藝術品交易商公司見習。經歷了短暫的工作生涯後，他成為傳教士，向貧困的採礦工人傳教。雖然梵高的畫家生涯直到27岁左右才開始，但到他離世的十年間，總共創作了約2100幅畫作，其中包括約870幅油畫。梵高早期只以灰暗色系進行創作，直到他在巴黎遇見了印象派與新印象派。梵高融入了他們的鮮豔色彩與畫風，創造了他獨特的個人畫風，尤其在梵高待在法國阿尔勒的那段時間，發展已臻成熟。他最著名的作品多半創作於生命的最後两年中。在此期間，因為作品乏人問津，他深陷於精神疾病和貧困中，最終在37歲時自殺身亡。
梵高一生中的核心人物是弟弟西奧，西奧從不間斷、無私的提供梵谷經濟資助，二人亦終生保持書信來往。有种说法是梵高生前出售的画作《红色葡萄园》也是由他的弟弟拜托友人购得。

## 生平

### 早年生活

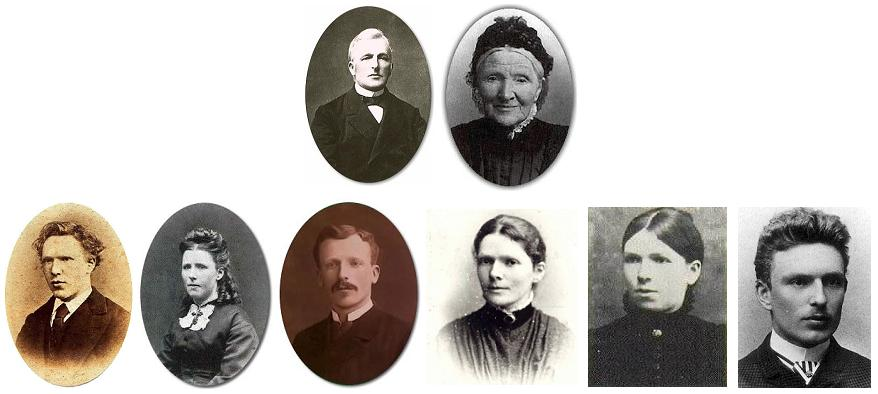
梵高家族

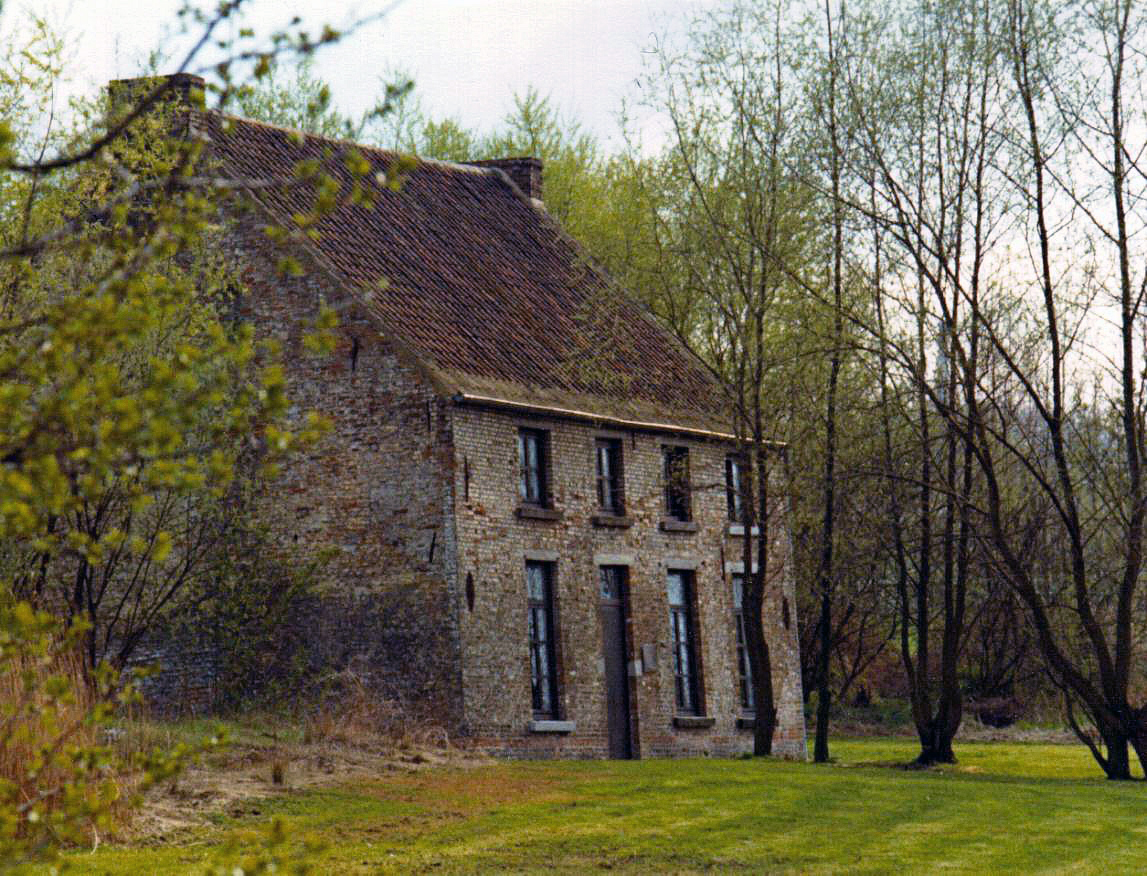
文森特·梵高的家

文森特·梵高於1853年3月30日出生於荷蘭南部北布拉班特省、位置靠近布雷達的村莊津德爾特，當地人多為天主教信徒。他是安娜·科尔内利娅·卡本图斯（Anna Cornelia Carbentus）與特奥多鲁斯·梵高（Theodorus van Gogh）之長子（有一名早夭的兄長），有兩弟三妹，其父特奥多鲁斯是荷蘭歸正宗教會的神職人員。梵高的母親出生于海牙的一個富裕家庭，1851年5月與梵高的父親結婚。她是一個虔誠的信徒，重視家庭。梵高的祖父文森特（1789–1874）也是一位牧師，1811年自萊頓大學獲神學學位，梵高的名“文森特”就來自于他。梵高的五位伯伯叔叔們，有三位是相當成功的藝術品交易商。梵高的父親與這三位做藝術品交易商的叔叔伯伯感情很好，也經常在一起談論藝術，因此，梵高所成長的家族中，已經與宗教和藝術擁有著深厚的淵源。
梵高的父親薪水並不高，但是當地教會給了他一套房子，並派給他一名女僕、兩個廚子、一個園丁及一匹馬和馬車，其母也一直向孩子們強調他家属于当地上层社会。梵高小時候在家裏接受母親和女家庭教師的輔導，他的母親培養了他畫畫的興趣。1864年入讀澤芬貝亨的一所寄宿學校，但感覺受到排擠而要求回家。1866年雙親將其送至蒂尔堡的一間中學，但梵高對此地也很不滿意。蒂尔堡的美術老師康斯坦丁·海斯曼斯（Constantijn C. Huysmans）雖是巴黎來的有名藝術家，但梵高並不認同他的授課方法，於是在1868年3月輟學回家。後來梵高在回憶自己的童年時寫道：“（我的童年）艱苦樸素而毫無生趣”。
梵高長大以後，于1869年7月被伯父帶進藝術品交易公司「古皮尔」（Goupils & Cie）的海牙分部見習。1873年見習結束後被調到英國斯托克維爾的南安普頓街分部工作，居所則在哈克福德路87號（87 Hackford Road）。由於對歐洲藝術有淵博的理解，他贏得了同事敬重，工作也很愉快。20歲時，他的工資一度比其父還高。梵高的弟妹曾說這是梵高一生中最快樂的時光。梵高愛上了房東太太的女兒欧仁妮·洛耶（Eugénie Loyer），但在表白後遭拒，洛耶轉後和另一名房客訂婚。在梵谷經历了失戀之後，他突然從這個原本前途看好的行業中自我放逐了，開始充滿著宗教激情，憤恨藝術的商業化。1875年他的父親和叔叔將其調回巴黎，但他在一年後就被公司辭退。
1876年4月，梵高返回英格蘭，在拉姆斯蓋特的一所小型寄宿學校當代課老師。學校後來搬往埃爾沃斯，梵高本打算一起前往，但最終未能成行，而他轉而成爲了一名衛理宗牧師的助手。同年他在荷蘭的家人搬到了埃滕，1876年的聖誕節梵高回家住了六個月，在多德雷赫特的一家書店工作。但梵高對書店的工作沒什麽興趣，他將自己的大部分時間花在了將聖經翻譯成英文、德文和法文上。他陷於宗教狂熱中，還曾一度成爲素食主義者。
他的家人在1877年將他送到他的叔叔約翰尼斯·斯特里克位于阿姆斯特丹的家中，以期作爲神學家的斯特里克能為梵高指引方向。梵高開始準備入讀阿姆斯特丹大學神學系，但入學考試落榜。1878年7月他離開叔叔家前往拉肯的一個傳教士培訓學校接受了三個月的培訓，但最終再次落榜。
1879年1月他接受了一份到比利時南部工業區博里纳日的小村小瓦姆（Petit Wasmes）傳教的工作。他幾乎將自己擁有的一切物質全部給予出去，甚至將他在點心店租的屋子讓給了一個流浪漢，而自己搬到貧民窟裏頭居住，每天睡在草垛上，讓自己不僅是精神、而肉体上也與這些礦工同在。當礦區發生災變，梵谷竭盡心力分擔礦工的苦境，甚至把自己的衣服都撕了當成繃帶，每天從頭到腳都佈滿煤灰。但梵谷這樣極端強烈的宗教情感與悲天憫人的性格，卻使福音佈道委員會的成員一致認為梵谷不適合擔任傳教士，他們覺得梵谷應當引導礦工認識上帝，而不是成為礦工的一份子，他們覺得梵谷這種邋遢、不成人樣的外表會使人不願意信仰上帝。他後來又去過博里纳日的库埃姆（Cuesmes）。但雙親擔心他的精神問題，甚至曾考慮將梵高送進海尔的精神病院裏。迫於雙親，他後來一度返回了埃滕。
1880年8月梵高再度前往屈埃姆，和一名礦工一起待了兩個月。他開始產生畫下周圍的環境的念頭，加上弟弟西奧的鼓勵，他在年末前往布魯塞爾、師從威廉·鲁洛夫斯（Willem Roelofs）。雖然梵高表示他討厭學院式藝術，但威廉還是鼓勵他就讀布鲁塞尔皇家美术学院。1880年11月梵高註冊成爲學院的學生。在那裏，他學習了解剖學和透視等基礎繪畫知識。

### 在埃滕和海牙

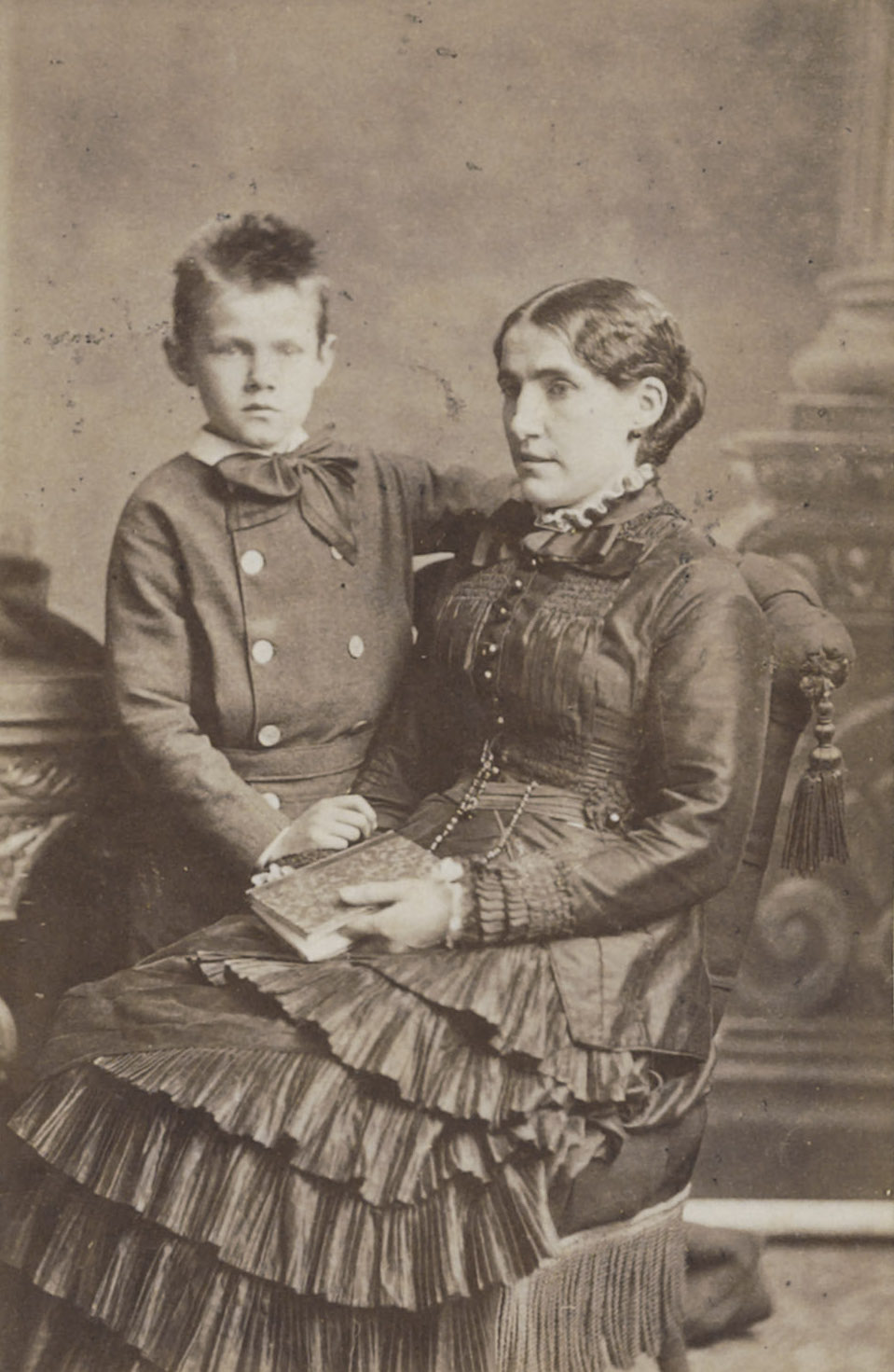
科妮莉亚和她八岁的儿子让（Jan）约1879–80

1881年4月梵高回到埃滕的父母家中。他开始以邻居为模特练习画画。同年8月，梵高新寡的表姐科妮莉亚·沃斯-斯特里克（Cornelia "Kee" Vos-Stricker）来访。科妮莉亚是梵高母亲的姐姐威廉明娜（Willemina）和约翰内斯·斯特里克（Johannes Stricker）之女，比梵高大七岁，还带着她八岁的儿子。梵高却爱上了她，并向她求婚，随后遭到拒绝。科妮莉亚的原话是：“不，永远没有可能”（nooit, neen, nimmer）。梵高后来据此绘制了《埃滕花园的记忆》。不久科妮莉亚回到了阿姆斯特丹，梵高则前往海牙卖画，见到了做画家的表兄安东·莫夫。莫夫欢迎他再度来访，并建议梵高开始练习炭笔和粉彩画。梵高回到埃滕，按莫夫的建议进行训练。
梵高仍然未对表姐科妮莉亚死心，但科妮莉亚拒绝再次和他见面，而科妮莉亚的父母则说梵高的坚持“令人恶心”。在绝望中，梵高在手上写下“我能在火上忍多久，就让我和她在一起多长时间”，并将手放在灯火上烤。最后可能他的叔叔把火熄灭，将他救了下来。但科妮莉亚之父和他坦言：考虑到梵高连支撑自己的收入都没有，他俩根本就没有一丝可能。

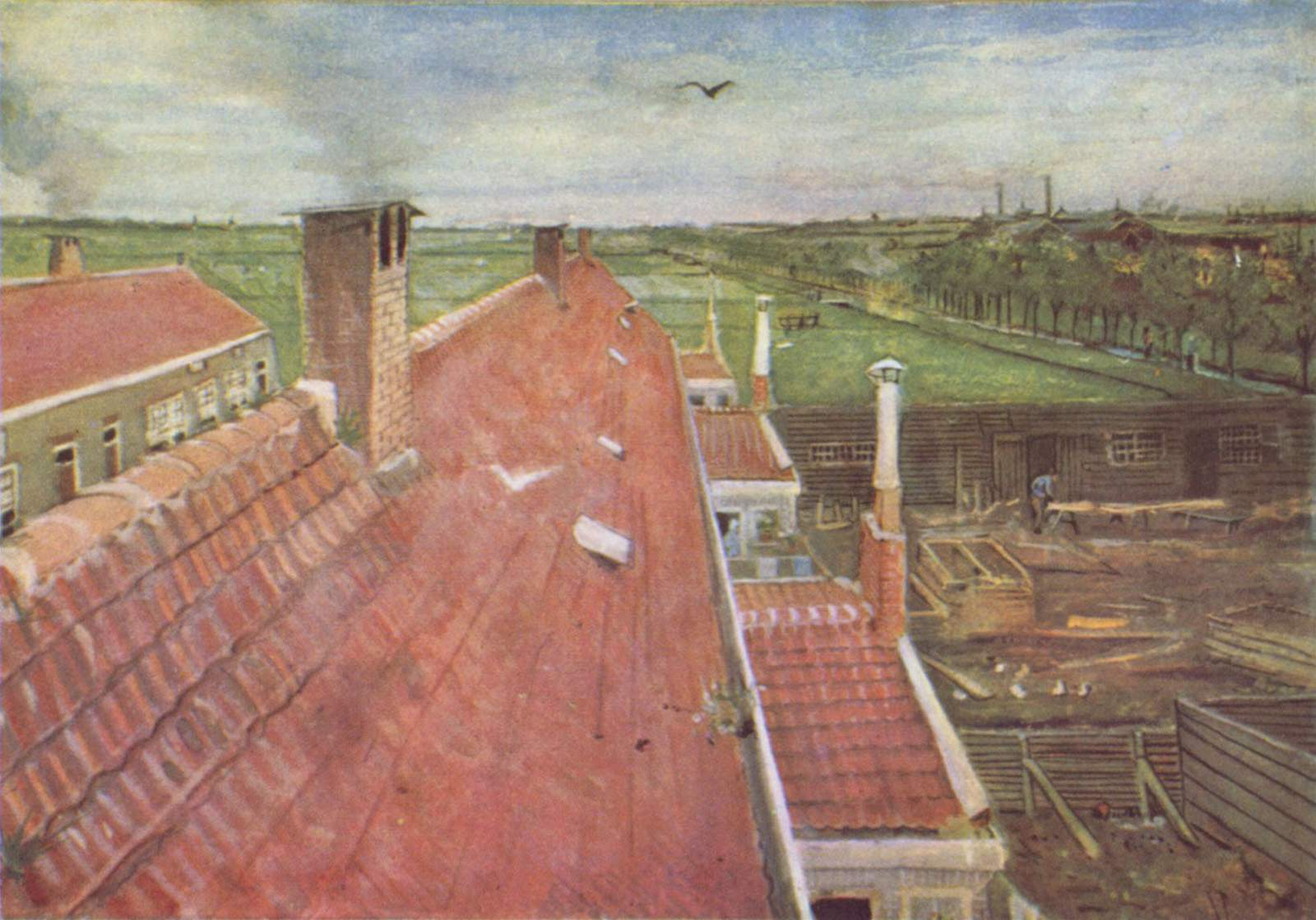
1882年梵高绘制的风景画：海牙的屋顶

梵高的父亲想要他进入教会工作，但这时的梵高痴迷于绘画，因此拒绝了父亲的提议，再度离家前往海牙。但一个月后他和海牙的安东·莫夫发生了矛盾，莫夫想要他照着石膏模型练习，而梵高坚持雇用真人模特。
实际在1882年3月，莫夫已经开始讨厌梵高，也不再给梵高写回信了。那時他发现发现梵高和一个酗酒的妓女西恩（Sien，本名Clasina Maria Hoornik ，1850–1904）发生了关系。梵高和西恩在1882年1月末相识，西恩已经怀孕，还带着她五岁大的女儿。1882年6月梵高罹患淋病，入院三周。不久后他绘制了生平第一幅油画，对自己的第一幅作品的完成度表示满意。7月2日西恩诞下一个男婴，起名威廉（Willem）。威廉后来曾以为梵高是他的生父，但这并非事实。梵高的父亲后来也发现了两人的关系，强令梵高离开西恩，梵高一开始拒绝听从命令，还考虑过和西恩一起搬到城外去住，但在1883年年末，梵高终于屈服。西恩后来可能因贫困而再度沦为妓女，1904年在斯海尔德河投水自尽。
1883年9月，梵高搬到荷兰北部的德伦特省居住。12月回家，后来又前往尼嫩。

### 在尼嫩和安特衛普（1883年–1886年）
在尼嫩（又译尼厄嫩、纽南）時，梵谷完全埋首於繪畫中。他的創作速度很快，主題多是織布者和村舍。1884年秋季，鄰居的女兒、比文森年長十歲的瑪戈特·貝格曼，在梵谷獻身於繪畫時一直陪伴著他，並愛上梵谷，梵谷也予以回報（儘管沒有貝格曼的那般滿腔熱情）。他們決議結婚，但遭到雙方家人反對。瑪戈特企圖以番木鱉鹼（灭鼠药）自殺，但梵谷緊急將她送到醫院。1885年3月26日，梵谷的父親死於心臟病，梵谷因而哀慟欲絕。

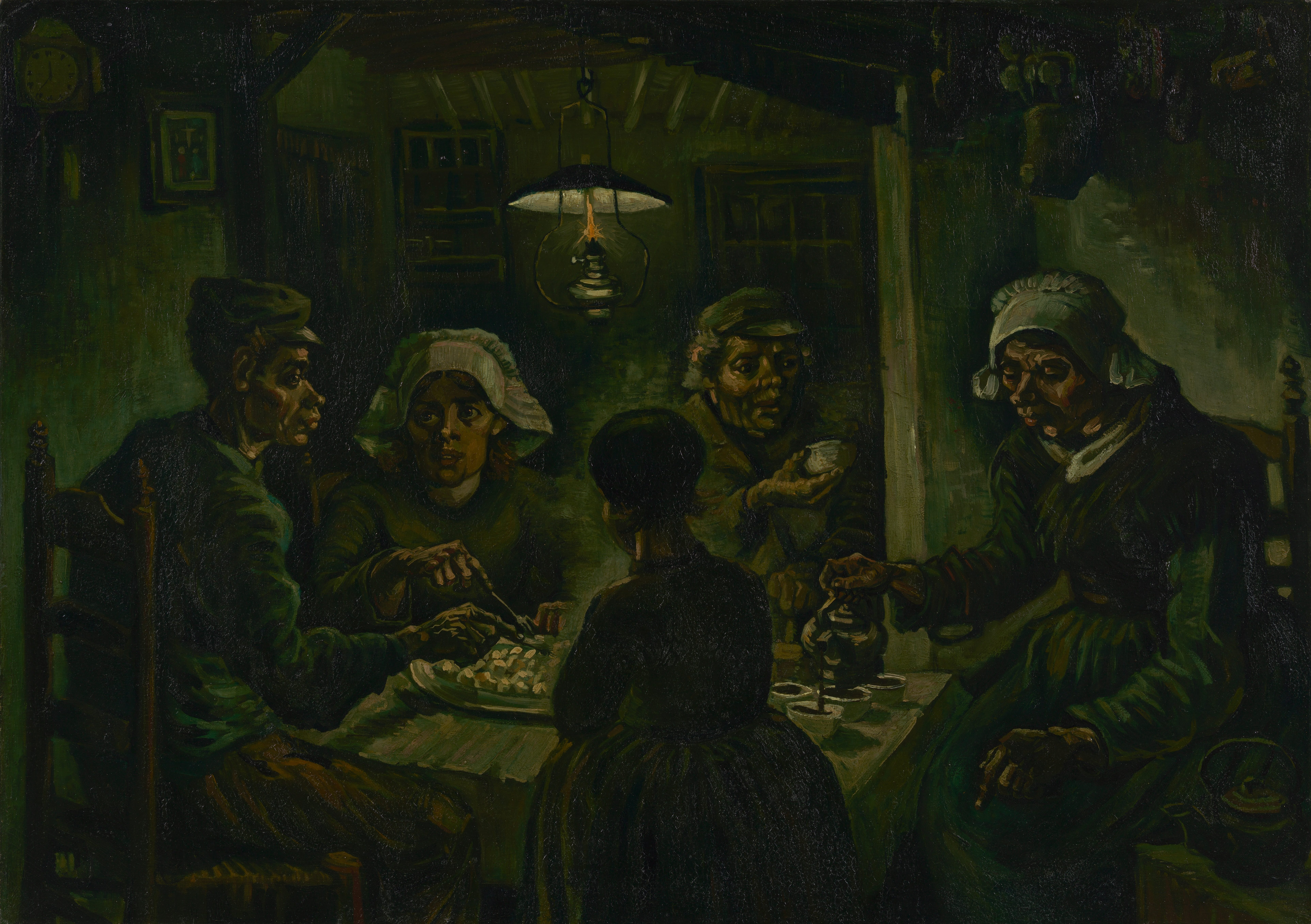
《吃馬鈴薯的人》（1885），梵高博物館

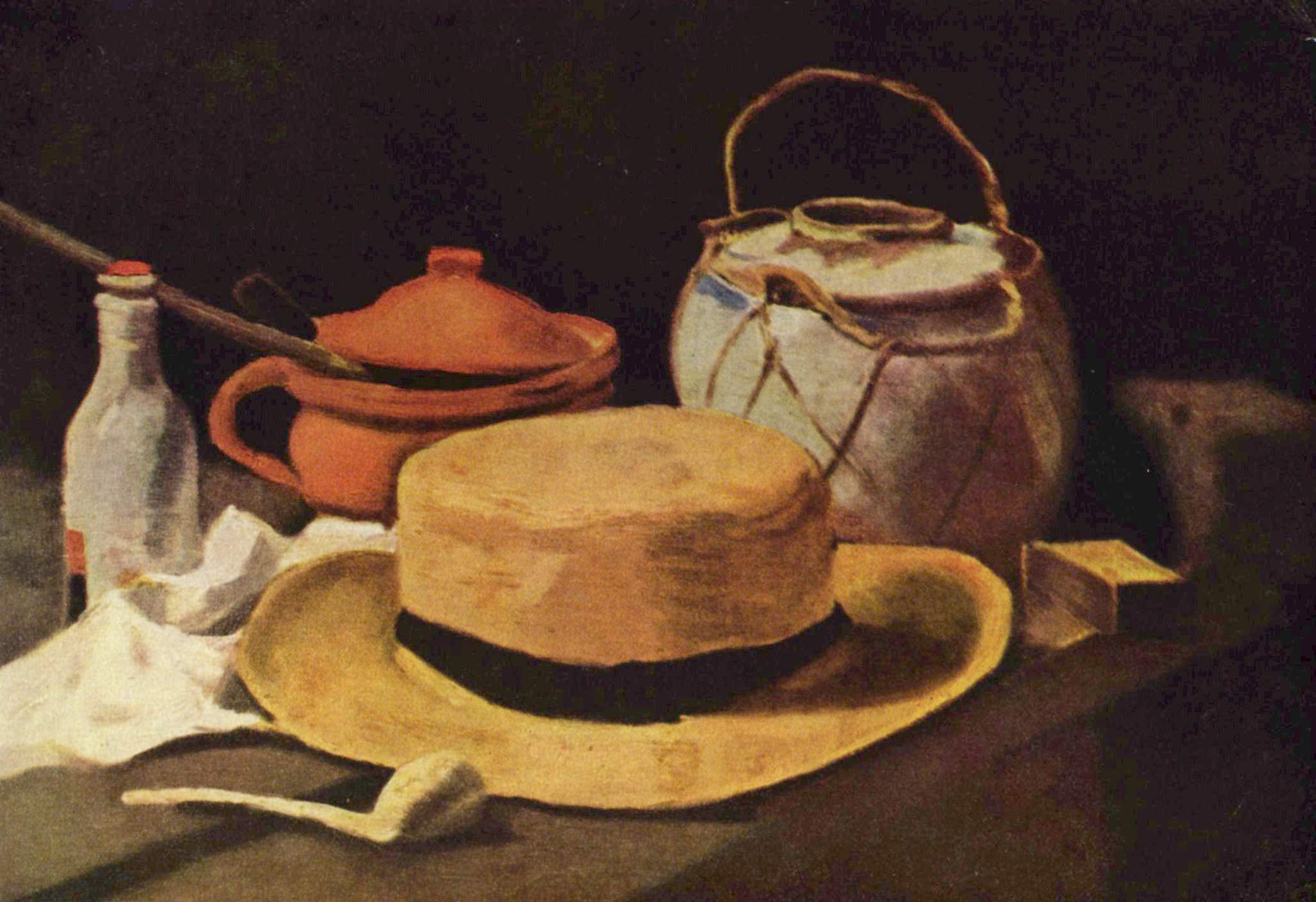
《草帽與煙斗的靜物畫》（約1885年），克勒勒-米勒博物館

1885年初，巴黎的畫商開始對他的作品產生興趣。西奧詢問他的哥哥是否有拿得出手的作品以供參展，而梵谷決定用他的第一幅主要的作品《吃馬鈴薯的人》和幾幅農民肖像參展。到了八月，梵谷在油畫商盧爾斯在海牙的展覽櫥窗，首次展出了他的作品。但這些作品並沒有賣出去，梵高覺得這是因為他的弟弟沒有努力推銷，而西奧則說梵高的這些作品色彩都太過灰暗，不符合當下流行的亮色的印象派畫風。九月，梵谷遭人指控說他讓他的一名年輕農家模特兒懷了身孕，天主教村神父於是禁止村民為梵谷做模特兒。
在尼嫩的兩年間，他創作了超過200幅油畫。《草帽與煙斗的靜物畫》，以及另一幅同時期的畫作《砂鍋與木屐的靜物畫》，都充分表現了梵谷畫技的熟練。二幅畫皆展露了平穩、嚴密的筆觸與色彩細緻變化的特色。
1885年11月，梵高移居安特衛普。窮困潦倒的梵高只能靠著弟弟寄來的錢購買繪畫用品，每天固定只吃麵包、喝咖啡、抽煙，但也常常酗酒。1886年2月他給弟弟的信中說自去年五月以來他只吃過六頓熱飯。他開始患上牙痛，1886年2月至3月間頻繁入院以治療梅毒。
繪畫上，他開始研究色彩學和魯本斯的作品，同時還買下了一些浮世繪，這些來自日本的作品後來也給予了他創作靈感。他參加了安特衛普皇家美術學院的入學考試，1886年1月入學，學習油畫和素描。但不久之後因為不正規的繪畫方法而和教他油畫的老師、同時也是校長的Charles Verlat發生矛盾，同樣，他和素描老師Eugène Siberdt關係也很差。當Siberdt要求他照著米羅的維納斯畫一幅素描時，梵高畫下的卻是斷臂的弗萊芒農村婦女。他的老師認為梵高是有意和他作對，因此大力地用蠟筆給他修改，以至於扯破了畫紙。梵高怒而吼道：“你肯定不知道一個年輕女人應該是什麼樣子，混蛋！她有的是一個用來生孩子的屁股和盆骨”。這可能就是梵高最後一次在該美術學院上課。此後大約過了一個月，在1886年3月31日皇家美術學院列出了17名要重讀的學生，其中就有梵高，所以他並未被直接退學。

### 在巴黎（1886 - 1888年）

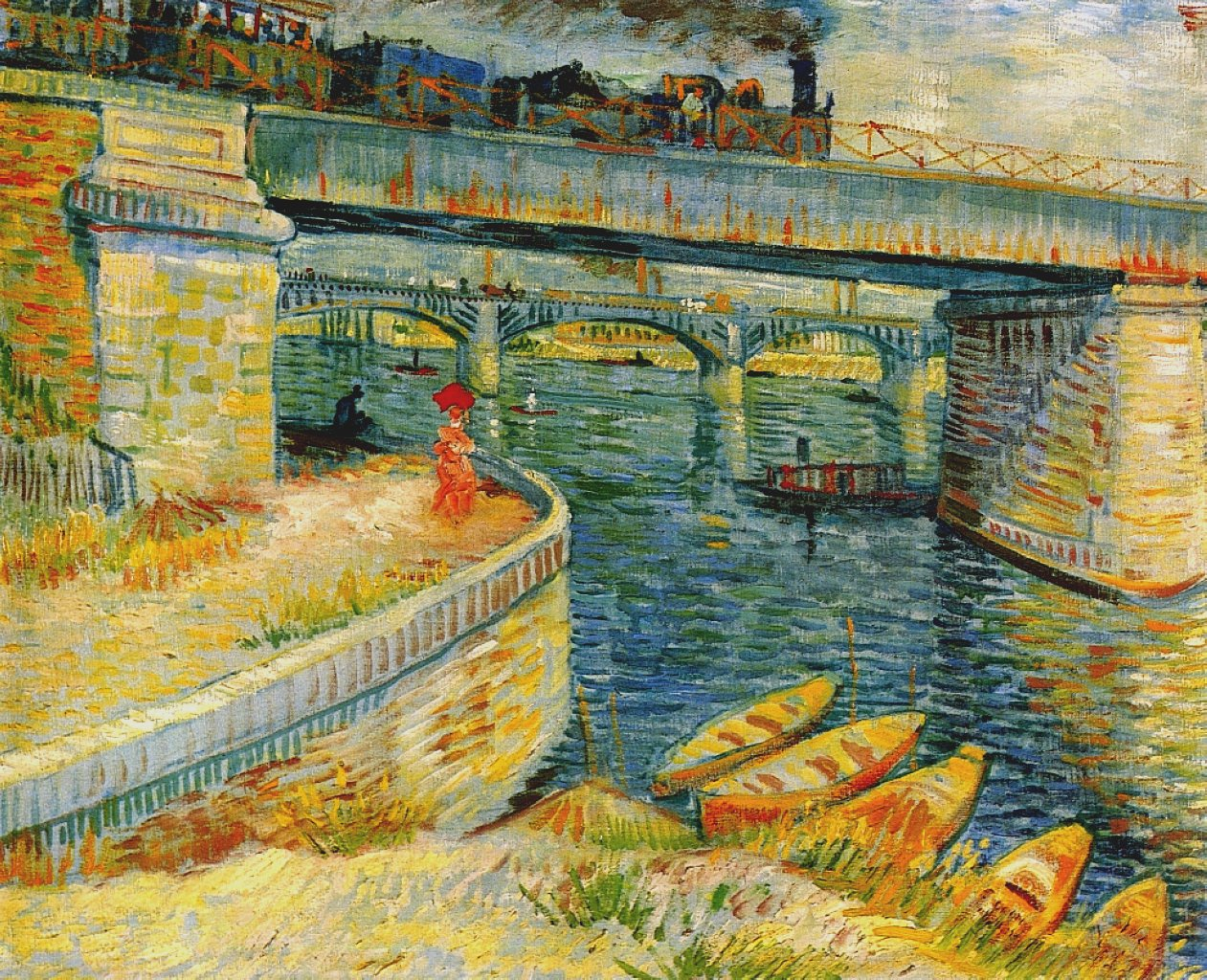
塞纳河上的桥，1887，布爾勒收藏展覽館

梵高于1886年3月前往巴黎，于4月至5月間在費爾南·科爾蒙（梵高從西奧那裡得知此人的存在）的画室就学。在這裡他結識了約翰·彼得·羅素、埃米尔·伯纳德、路易·安克坦和亨利·德·图卢兹-洛特雷克。他們常去逛唐吉老爹的畫店，後者是當時唯一有售塞尚作品的地方。就學期间与弟弟西奥同住在西奧位於蒙馬特的公寓中。6月他和西奧在勒皮克路（Rue Lepic）租了間更大的公寓。他的作品以巴黎街景、熟人（如《铃鼓咖啡馆中的阿格斯蒂娜·塞加托里》）、各種靜物以及記憶中的西恩為主題。1886年在唐吉老爹的店裡舉辦了兩場點彩畫派和新印象派畫展，這是這兩派作品最早的公共展出。梵高雖然對藝術界的動向不甚敏感，他卻也曾說：「在盎凡爾時，我還不知道什麼叫印象派；現在我才見到，而且仔細看了一番。雖然我沒有加入他們的圈子，卻十分欣賞他們的一些作品。」
在一間畫廊（Galerie Delareybarette）看到阿道夫·蒙蒂塞利繪製的肖像畫後，梵高開始在他的調色盤中添加更加明亮的顏料，筆觸也變得更加大膽起來。梵高後來還自己收藏了幾幅蒙蒂塞利的作品。
逗留巴黎期间，梵高還搜集了一些日本浮世绘风格的雕版作品。早在安特卫普时，他就对这类艺术深表兴趣，用浮世绘画作装饰了自己的画室。他搜集了上百件此类画作，并且在自己的很多作品里运用了这种风格。1887年画作《唐吉老爹》的背景就有几幅浮世绘。1887年，梵高临摹了杂志《Paris Illustre》上由日本画家溪斋英泉绘制的一幅浮世绘，并在此基础上进行再创作，完成了仿作《花魁（仿英泉）》；而创作于1888年，以日本浮世绘画家歌川广重的作品为原型仿作的《李树开花》更是强烈地表现了梵高对日本艺术的热爱。较之于原作，他的则更加粗线条。
1886年後半年梵高和西奧之間發生了一些衝突，年末西奧覺得他已經不能再忍受梵高了。1887年年初二人和好，但梵高搬往塞納河畔艾涅爾。在塞納河畔艾涅爾，梵高與保罗·希涅克結識，吸收了點彩畫派的一些繪畫技巧。
1887年11月，西奧和梵高與剛到巴黎的高更結識。年末梵高和伯納德、安克坦等人在蒙馬特克里希大道（avenue de Clichy）43號的飯店“Grand-Bouillon Restaurant du Chalet”裡組織了一場畫展。伯納德和安克坦第一次賣出了自己的作品，而梵高則和高更互相交換了畫作。卡米耶·毕沙罗、呂西安·畢沙羅、希涅克和修拉曾來逛過他們舉辦的畫展。1888年2月，在繪製了200多幅有關巴黎的作品後，梵高厭倦了巴黎的生活。在離開巴黎之前，他和西奧一起去拜訪了修拉。

### 在阿爾勒

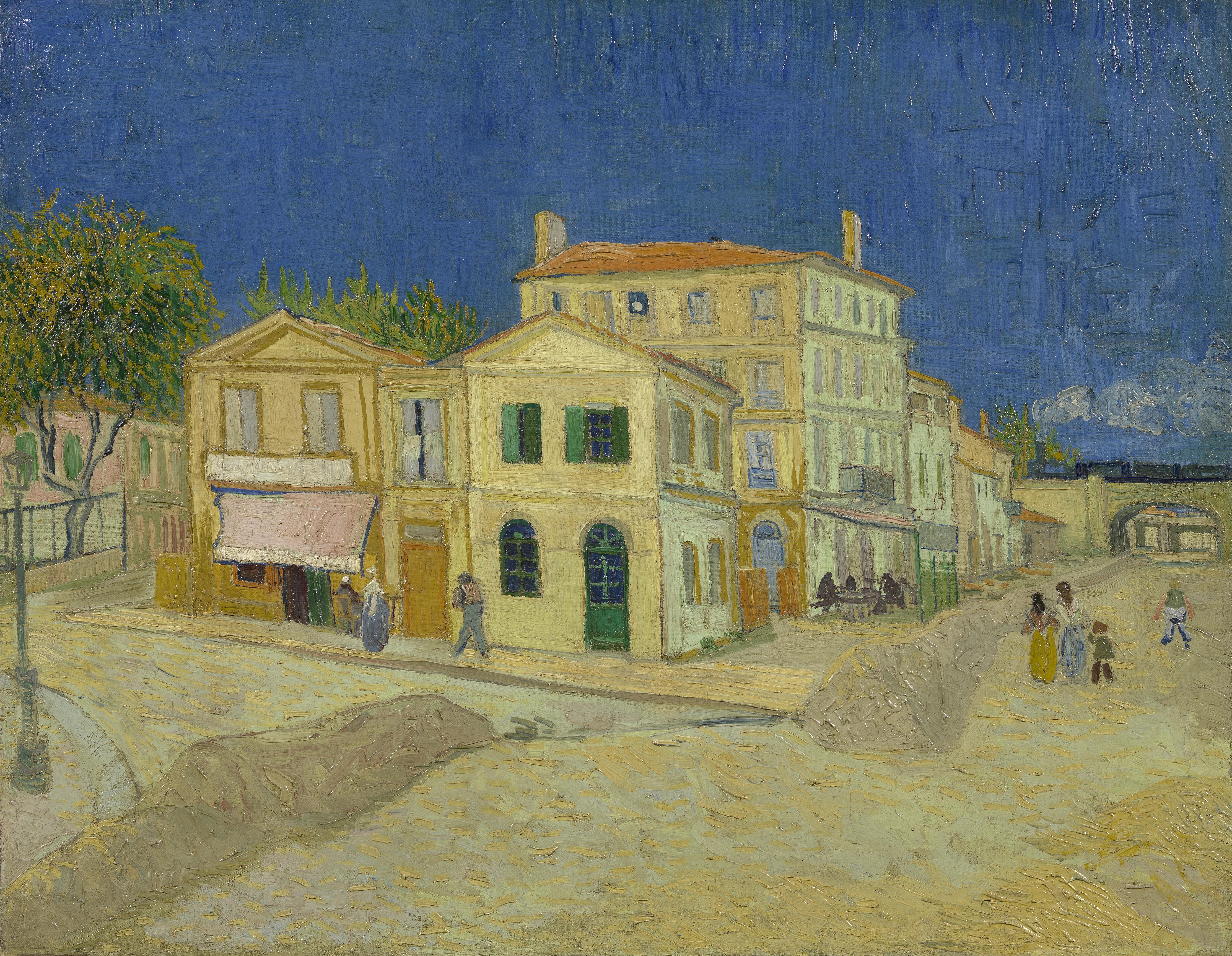
《黃房子》，1888，梵高博物館

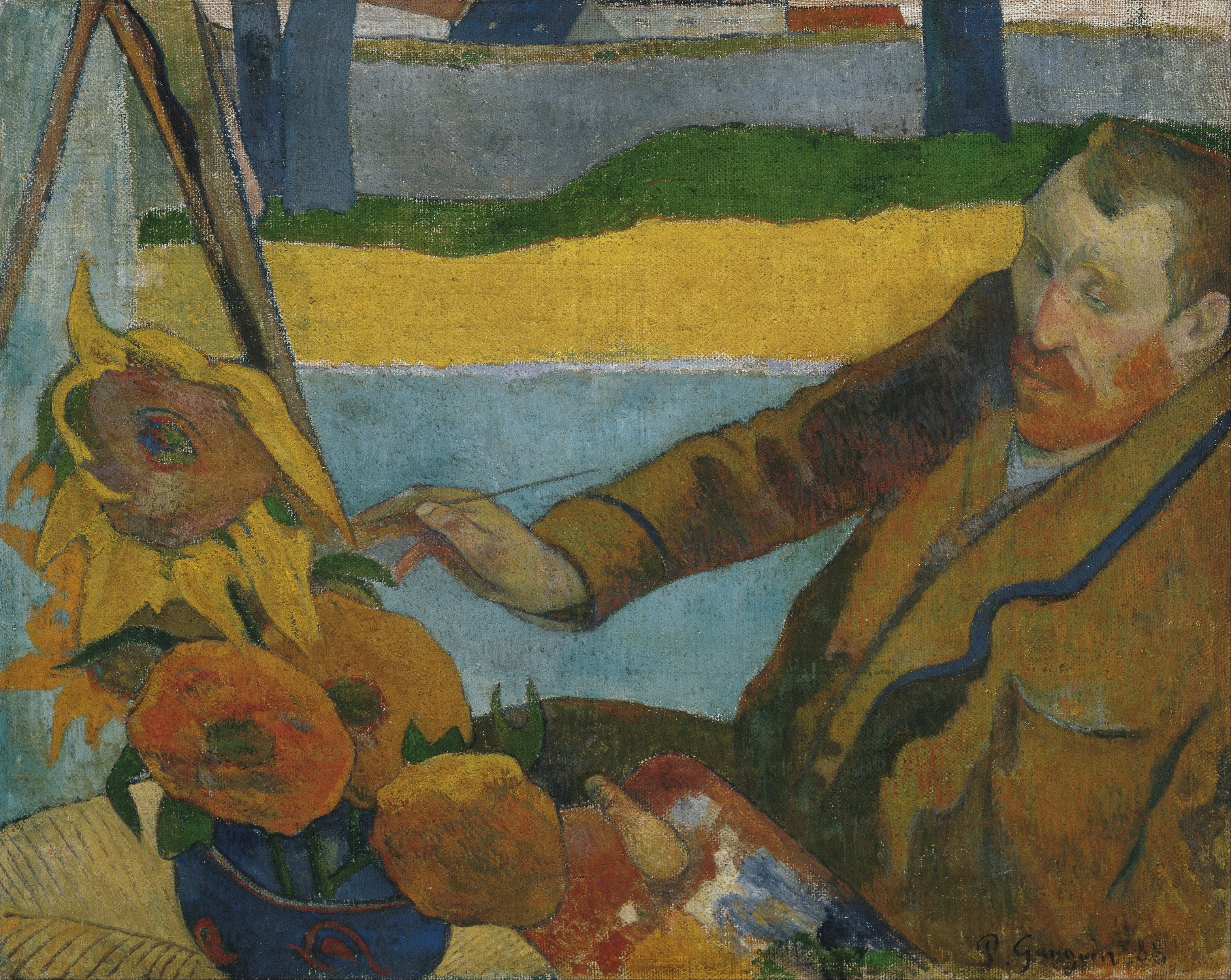
《畫向日葵的畫家》，高更，1888，梵高博物館

梵高在1888年2月赴法国南部的阿尔勒（或译亚尔、阿尔）旅居，有可能是打算將這裡當成藝術殖民地。丹麥畫家克里斯蒂安·穆里耶-彼得森（Christian Mourier-Petersen）曾和他來往了兩個月。

1888年8月，梵高畫下了《向日葵》系列。同時，在西奧的鼓動下，高更決定去和梵高住一陣子。梵高爲此租下了黃房子，並買了兩張新床。9月17日梵高搬進了粗略裝修好的新家。高更於10月23日抵達阿爾勒，11月搬到黃房子裏。他們曾一起去阿利斯康遠足。12月二人前往蒙彼利埃，參觀了藏有庫爾貝和德拉克洛瓦作品的法布爾博物館。

《在亞爾的臥室》，1888，梵高博物馆
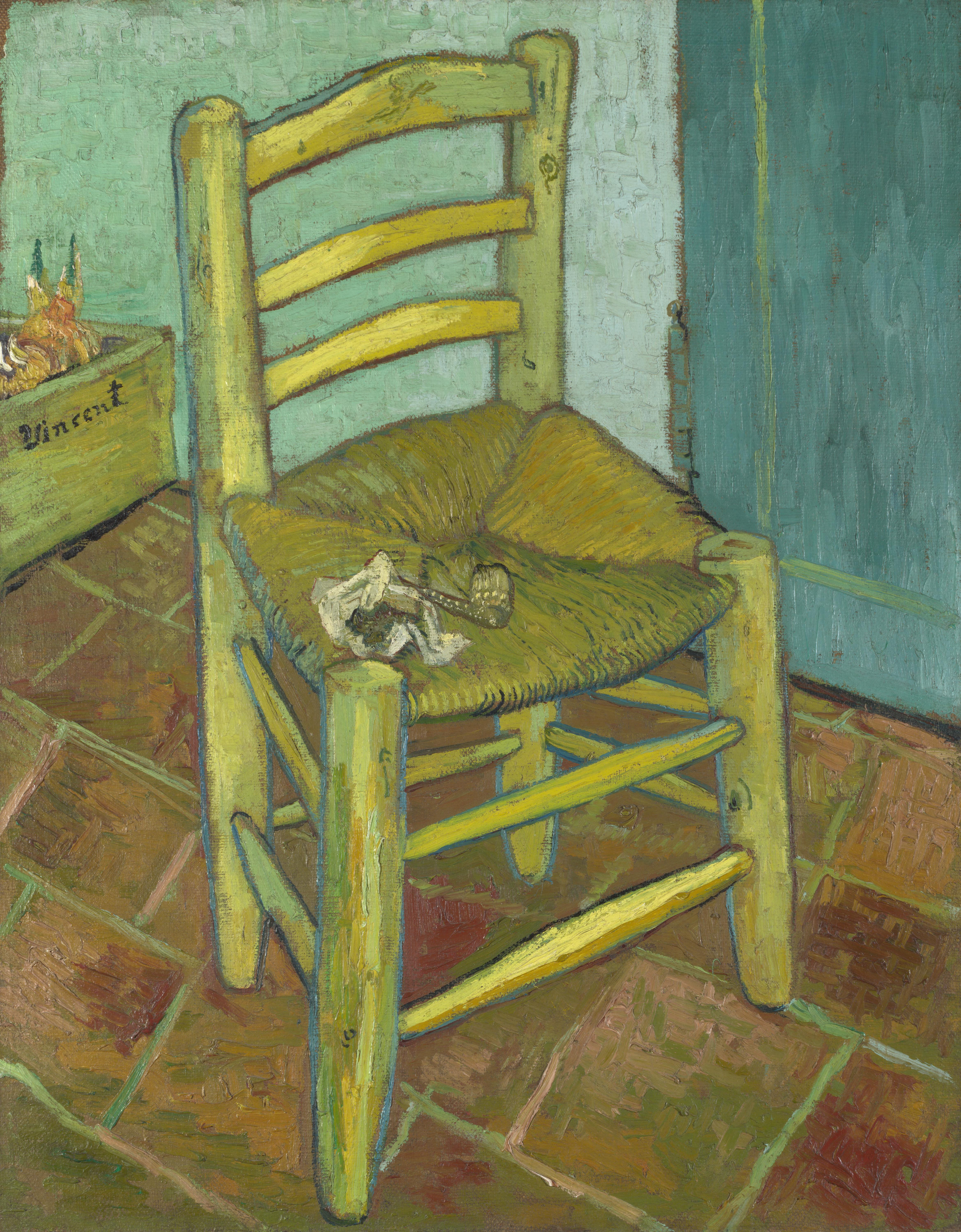
《梵高的椅子》，1888，伦敦国家画廊
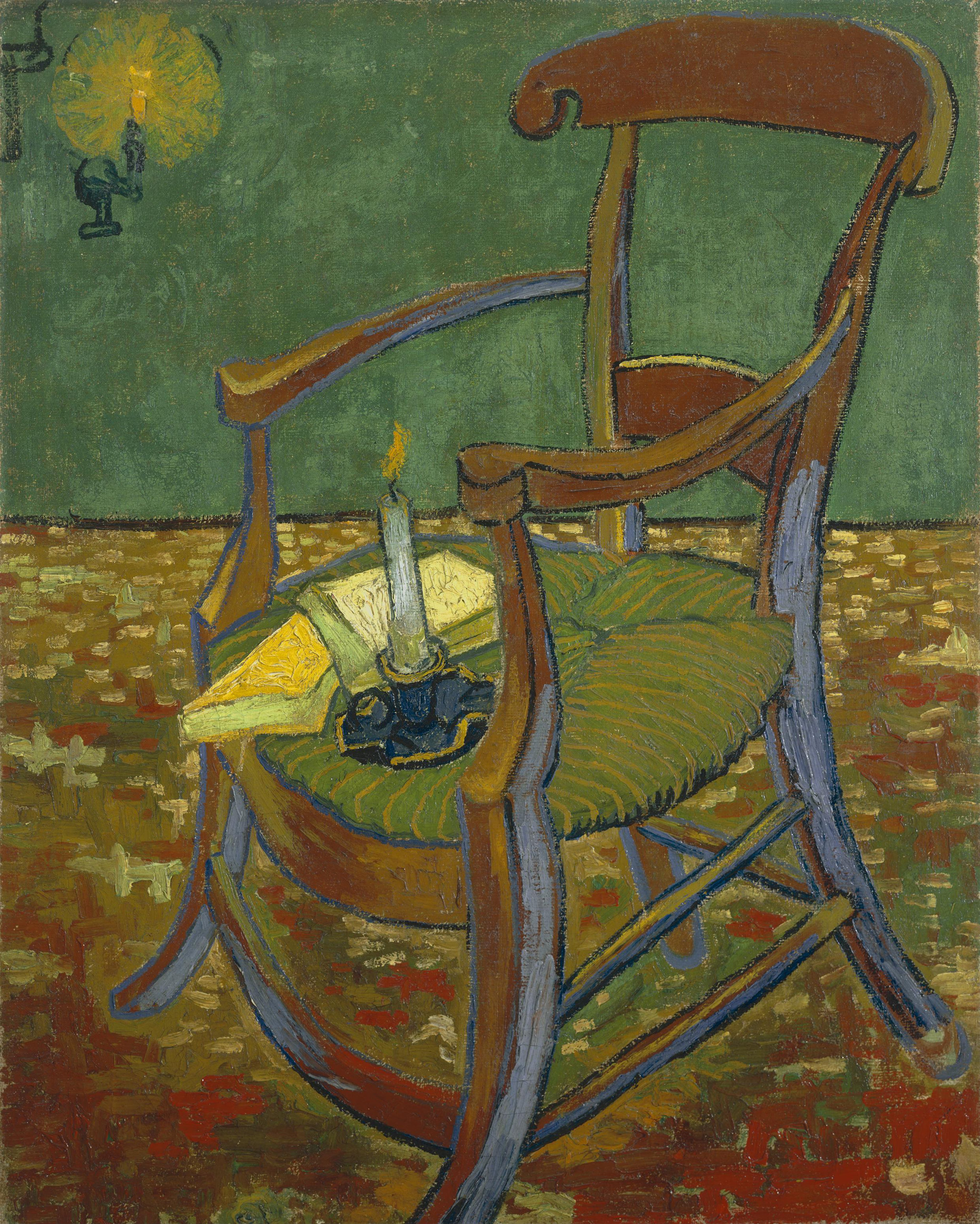
《保罗·高更的椅子》，1888，梵高博物馆

#### 割耳事件
但是二人的關係卻逐漸惡化，梵高景仰高更，希望高更能平等地看待他，但高更生性自大，二人因而多次吵架。加上西奧可能還欠高更一筆錢，使得高更以爲這兄弟二人是贪图他的財產。這最終導致梵高在12月23日割掉了自己的左耳。割耳事件的具體經過已經無法考證，高更在十五年後回憶起梵高時也只是語焉不詳地說那天晚上充滿了肢體暴力。梵高挥刀割掉自己的左耳（一部分或者全部，不同來源說法不一）。他自己包扎了一下傷口，把割下来的耳朵打包送给了他和高更都认识的一个当地妓女。第二天梵高被警察送往医院，实习医生菲力克斯·雷（Félix Rey）帮他重新处理了伤口，但并未把耳朵縫回去。
由于精神问题，梵高本人也不记得事情经过。高更随后通知了西奥，而后者在24日刚刚才向乔安娜·邦格（Johanna Bonger）求婚。结果西奥24日晚上搭上火车赶往阿尔勒，次夜才返回巴黎。在医院，梵高要求见一下高更。但高更和负责此事的警察说：“如果他要见我的话就告诉他我已经回巴黎了”，随后高更马上离开了阿尔勒。虽然1890年梵高还曾提议要和高更一起在安特卫普建一个画室，但實際二人再未见面。1889年1月7日梵高康复，返回了黄房子，随后的几个月中仍然需要不时前往医院检查精神问题。3月，在30名镇民联署之下，警察强行将梵高安置于医院中接受治疗。同月希涅克来看望过他两次。4月他搬到菲力克斯医生家。又过了两个月梵高终于离开阿尔勒，自愿住进了羅訥河口省聖雷米的精神病院。他为菲力克斯医生画了一幅肖像画，但后者并不喜欢这幅画，便用它来修补鸡舍，后来将其转手给了别人。此画现藏于普希金博物館。
後世學者對梵高的精神問題進行了許多研究。1947年首次有人提出梵高罹患的是躁鬱症，此說後來得到了一定的認可。但也有人推測說應該是急性间歇性卟啉病，此外還有説是颞叶癫痫的。而病因則可能是營養不良、過度勞累、失眠和酗酒。

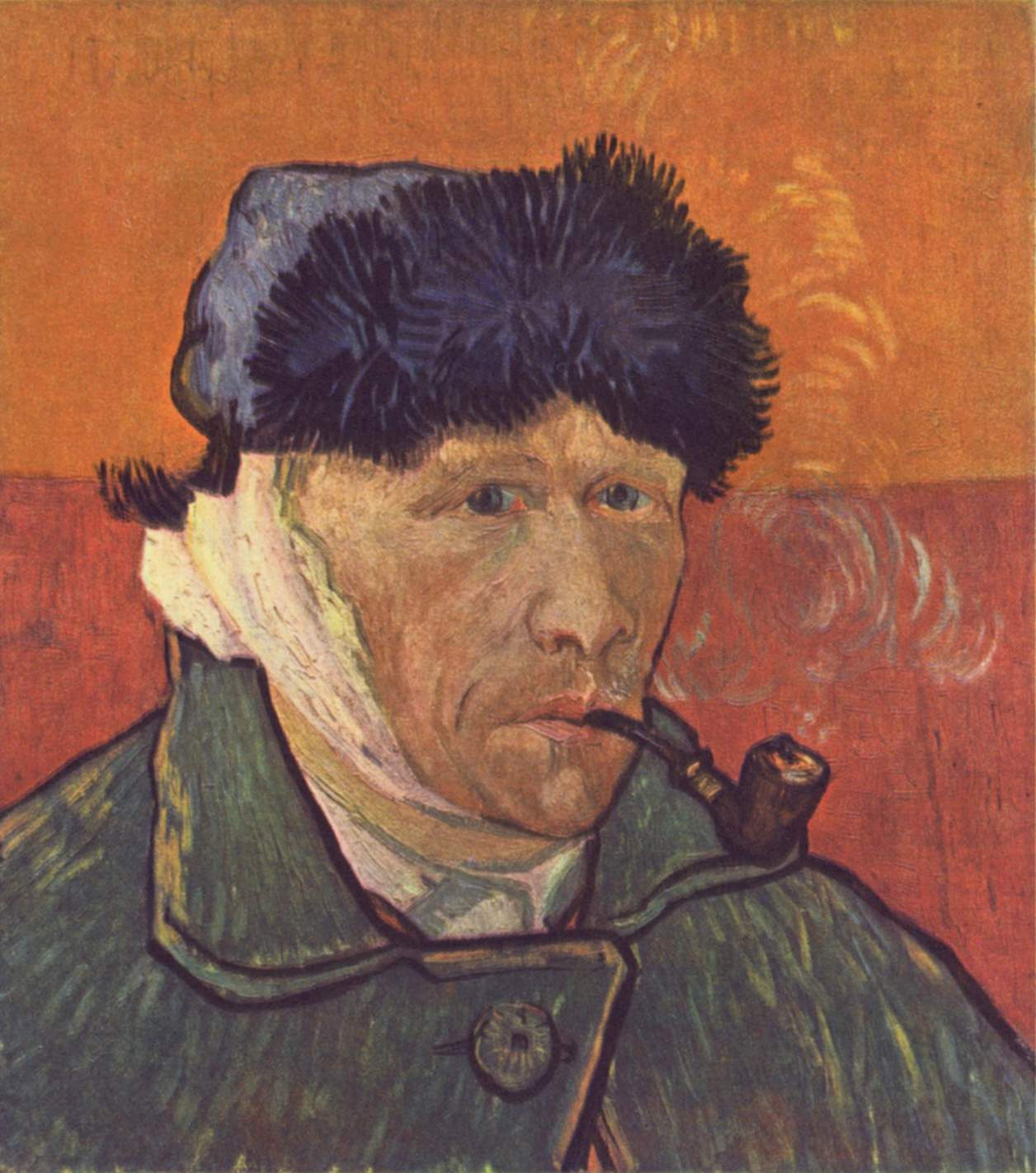
《自画像：包扎过的耳朵和烟斗》，1889，私人收藏
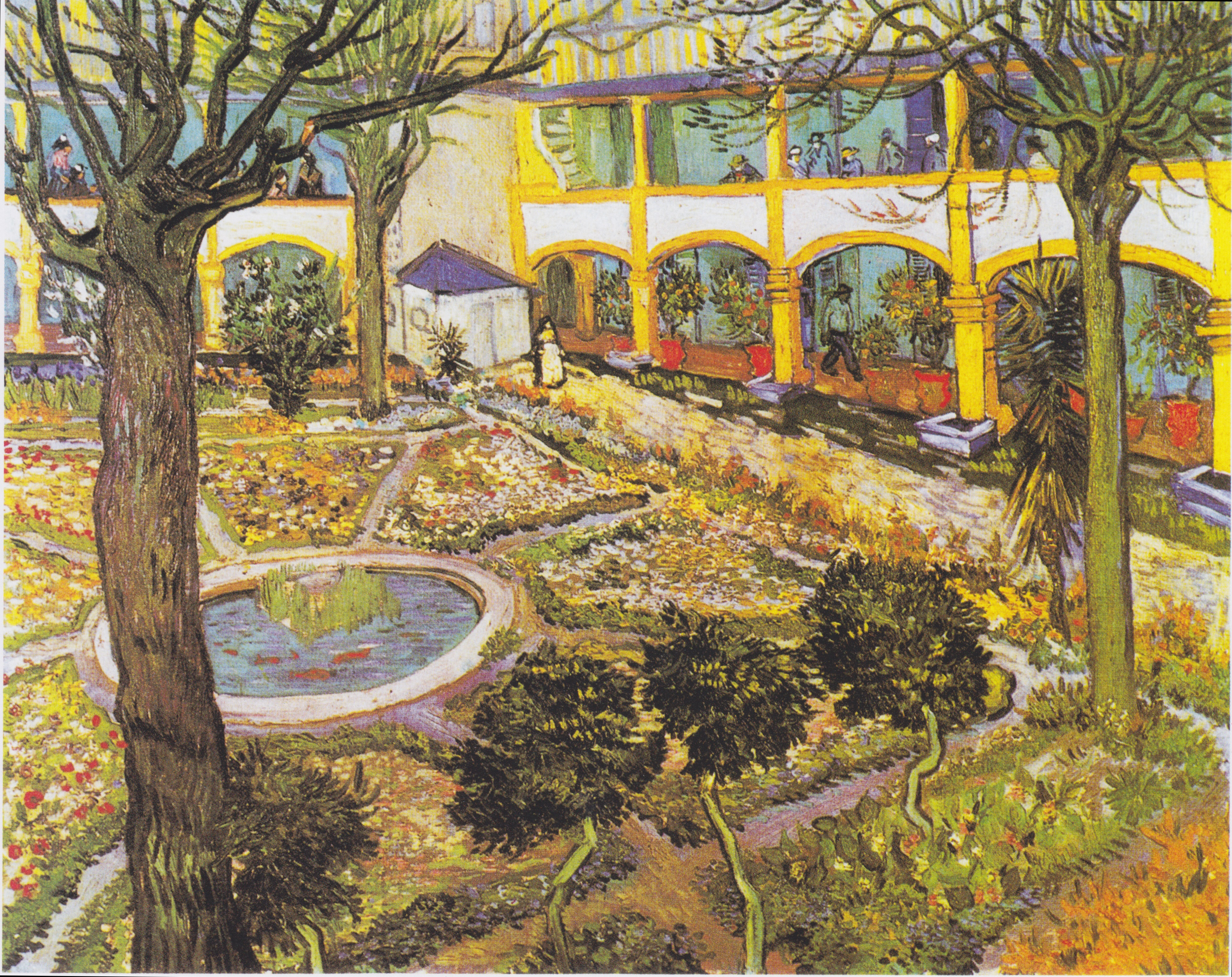
《阿尔勒医院的方庭》，1889，私人收藏
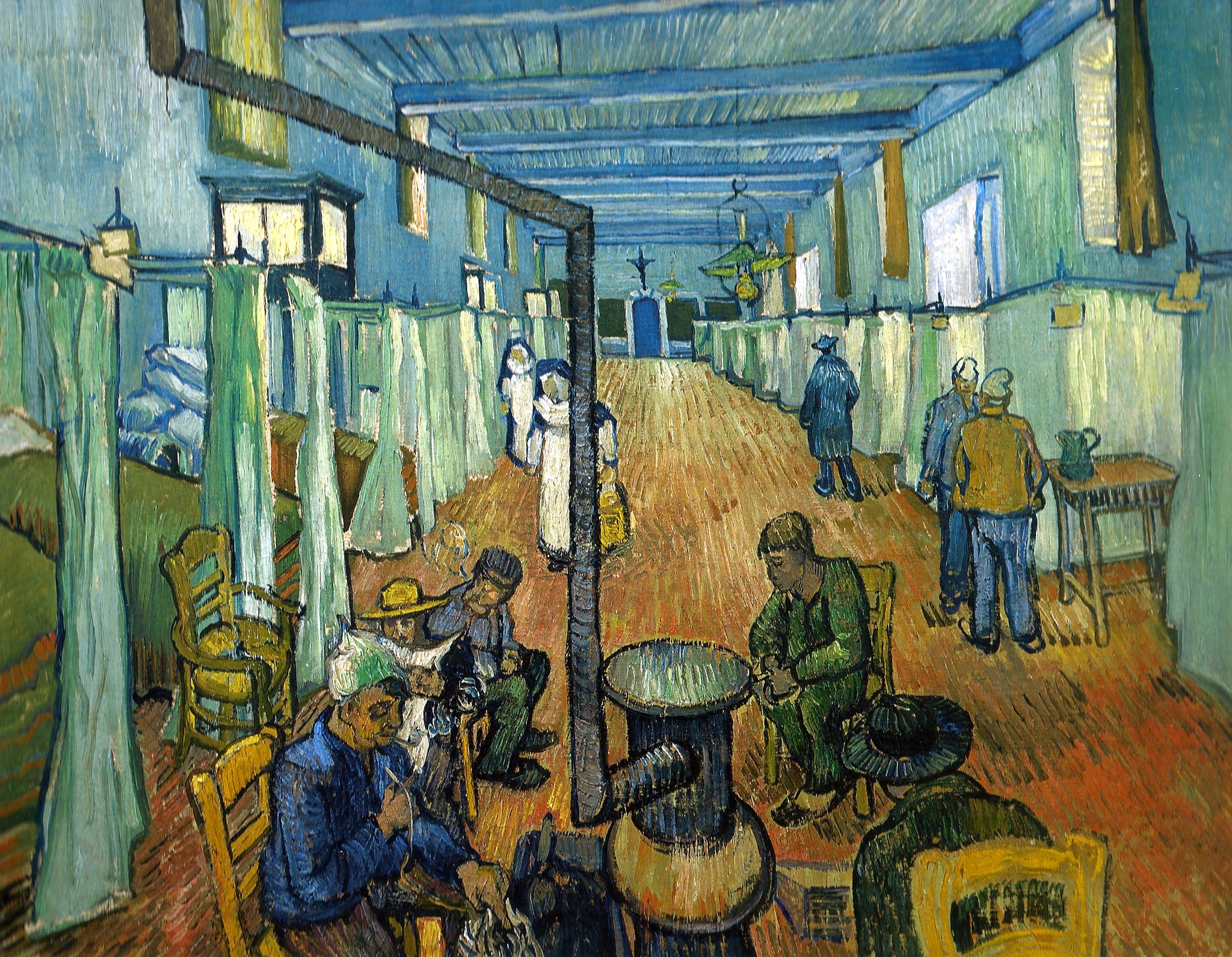
《阿尔勒医院的病房》，1889，私人收藏

### 在聖雷米

梵高于1889年6月在聖雷米精神病院繪製的《星夜》

梵高在牧师弗雷德里克·萨勒（Frédéric Salles）的陪同下于1889年5月8日住進了阿爾勒30（19英里）外聖雷米的精神病院。精神病院和周邊景色成爲了這段時期他作品的主題，如《星夜》。此外根據回憶，他創作了《在亞爾的臥室》的另外兩個版本。同時，他也對現實主義畫家庫爾貝、米勒的作品進行了再創作。
1890年1月，阿尔贝·奥里埃（Albert Aurier）在《文雅信使》上撰文評價了梵高的作品，稱梵高是一個天才。2月梵高完成了五幅《阿萊的基諾夫人》。當月，布魯塞爾的先鋒藝術家組織20人展邀請梵高參加他們的年展，但在開幕晚宴上，亨利·德·格鲁痛批了梵高的作品。在場的羅特列克和希涅克對此表示不滿，而格魯道歉之後迅速離席。莫奈後來也表示自己十分欣賞梵高那次展出的作品。
1890年2月至4月間，梵高病情加劇。難以書寫及進行創作。在後來寫給西奧的書信中，梵高說：“（那段時期）我只依照對北方的回憶畫了幾幅小作品”。梵高讓弟弟和母親把他1880年代的作品寄過來以便進一步完善，《在永恒之門》就是這樣完成的。

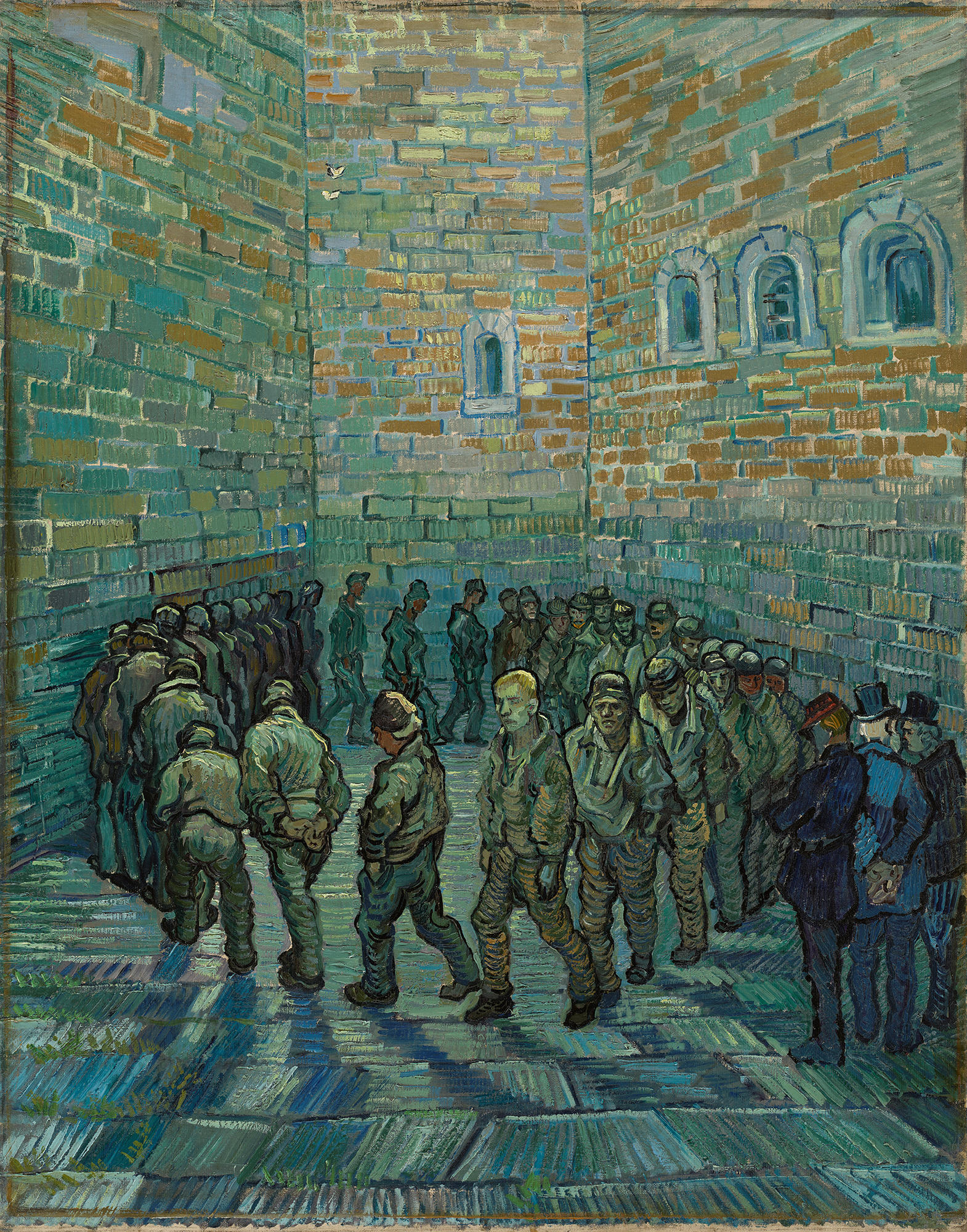
《囚徒之圈》（仿多雷），1890年，普希金博物館
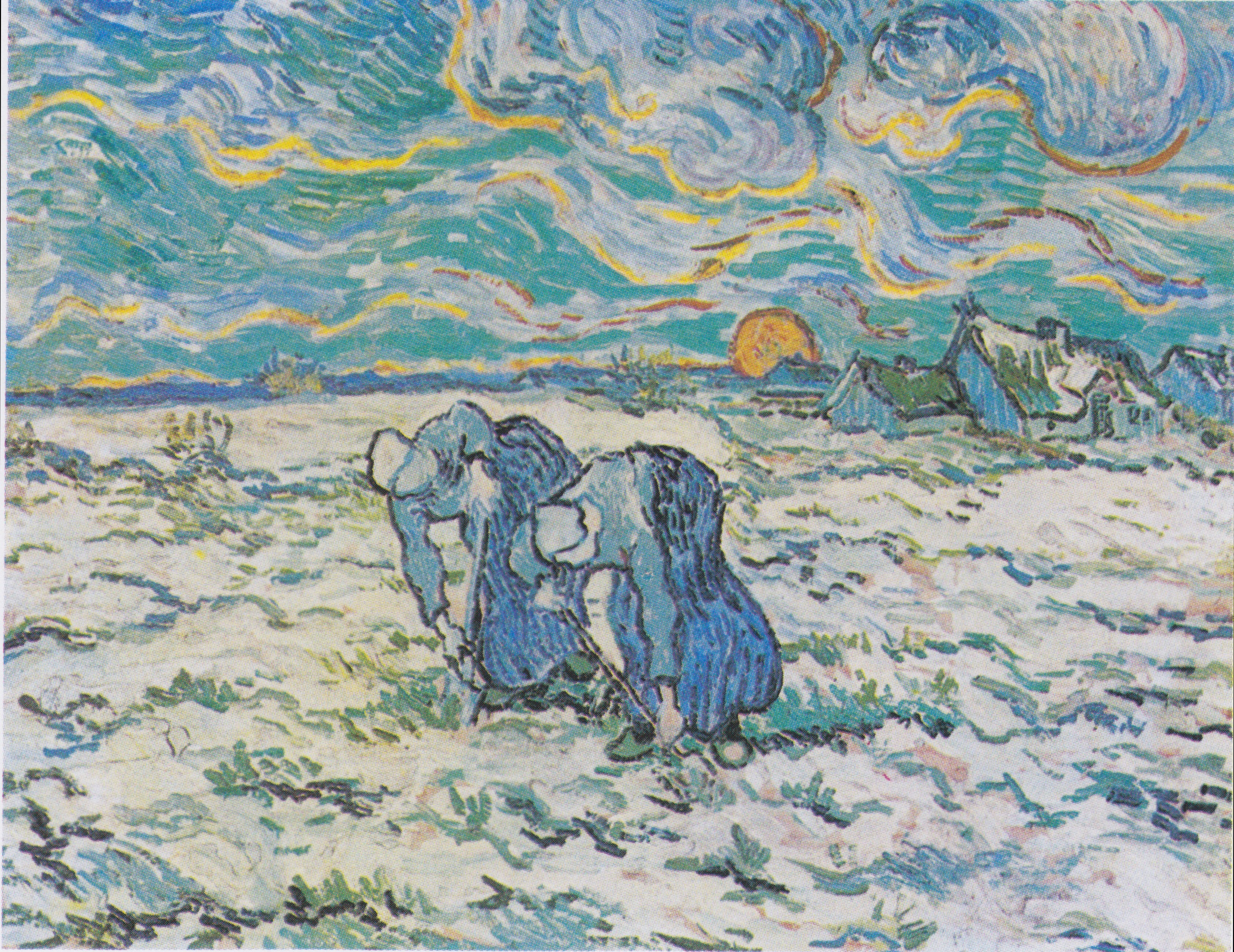
《夕阳下两位农妇开掘积雪覆盖的田地》（仿米勒《拾穗》），1890，布爾勒收藏展覽館
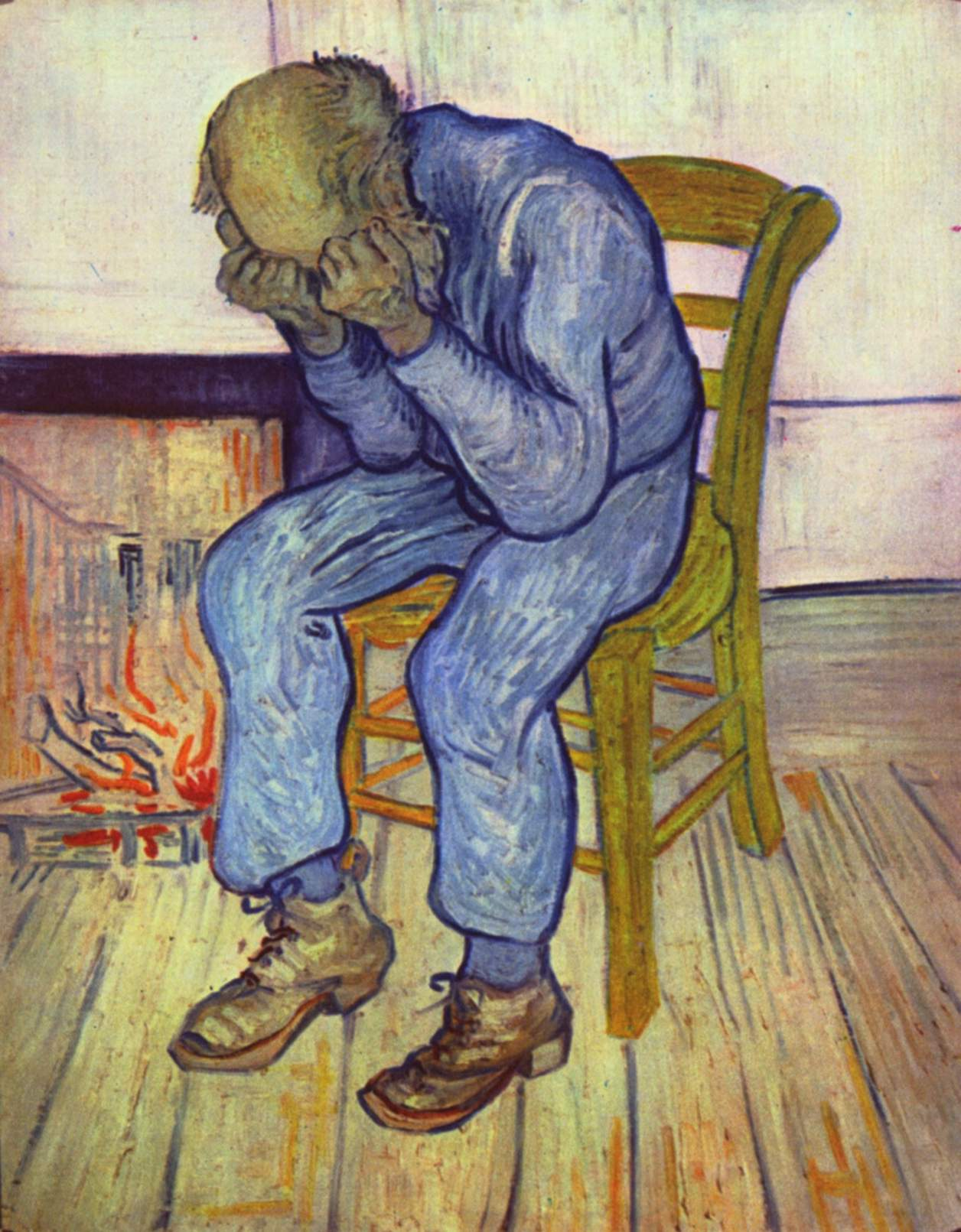
《在永恒之門》，1890，克勒勒-米勒博物館

### 在瓦兹河畔欧韦尔

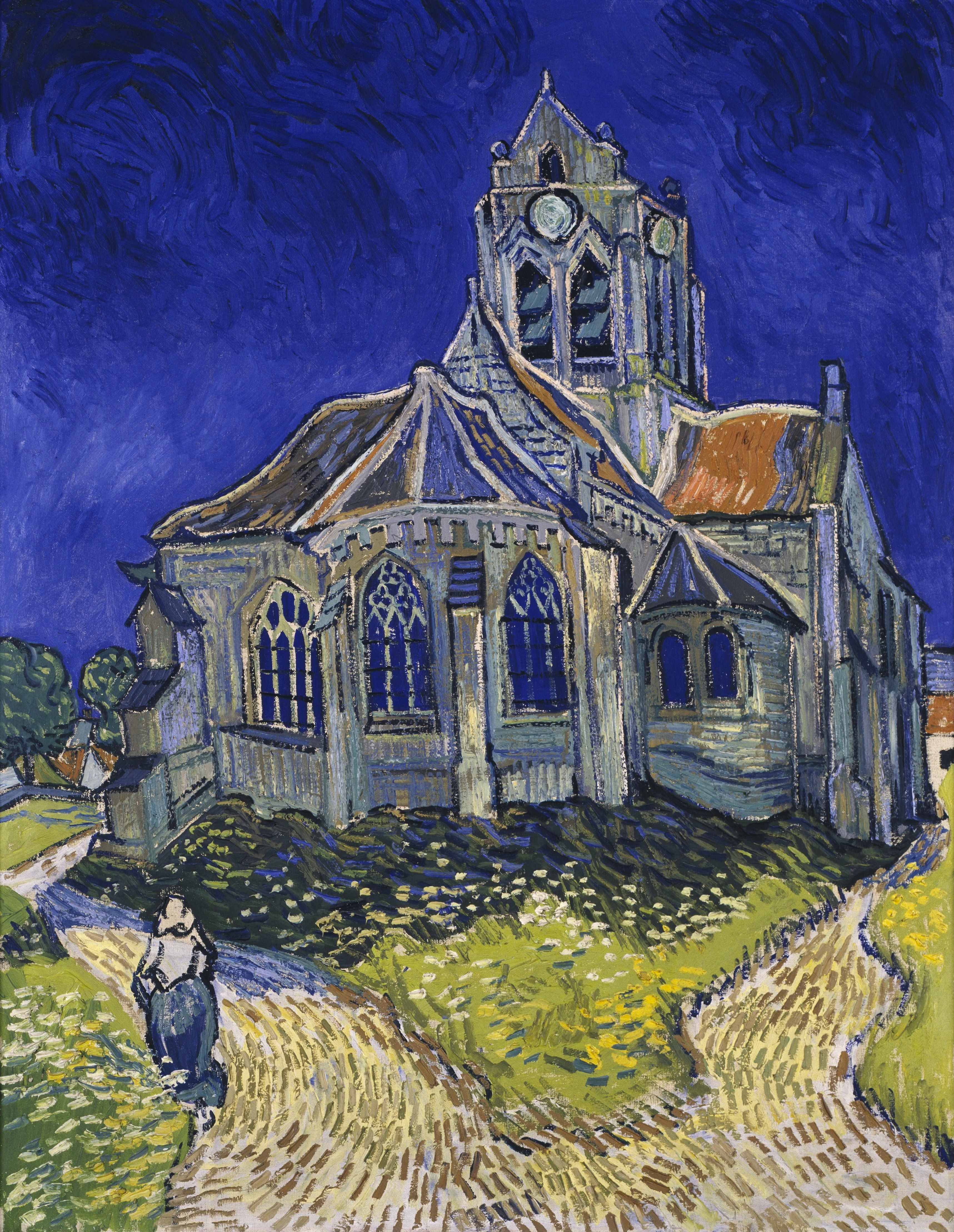
《奧維爾教堂》，1889，奧賽美術館

他在1890年5月21日去巴黎北部村庄瓦兹河畔欧韦尔（或譯奧維爾）接受保羅·加谢（Paul Gachet）医生的医治。加谢是名业余画家，曾为其他一些当代艺术家治病。初次见面时梵高觉得：“他看起来比我病得还厉害，或者至少和我差不多”。
在他這人生的最後一年中，他開始眷戀北方的故土 ，繪製了大約70幅描繪記憶中北方的油畫。6月他繪製了幾幅加谢的肖像，如《嘉舍醫師的畫像》。梵高在1890年7月繪成兩幅《多比尼花園》，其中一幅可能是他人生中最後的作品。
此外，他對歐韋的麥田也很感興趣。梵高認爲這些“混亂天空下的麥田”代表著“悲哀與極度的孤獨”。名作《麥田群鴉》完成于這年七月。

### 自殺逝世

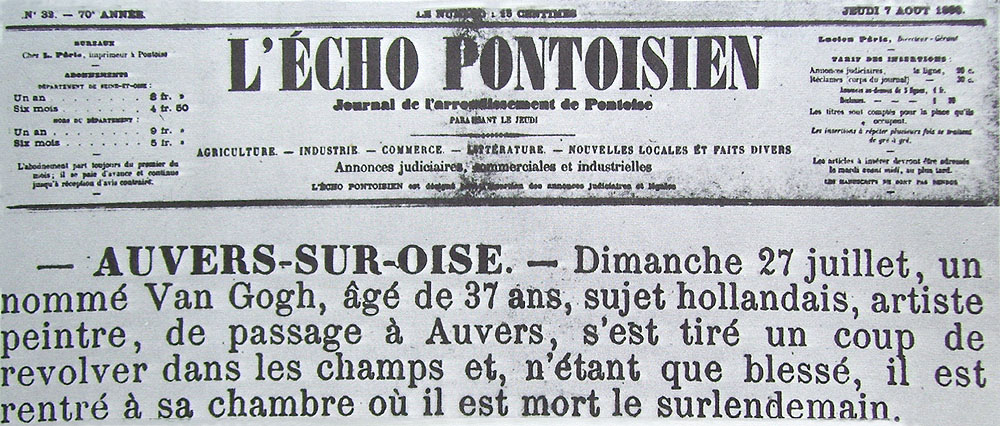
訃告

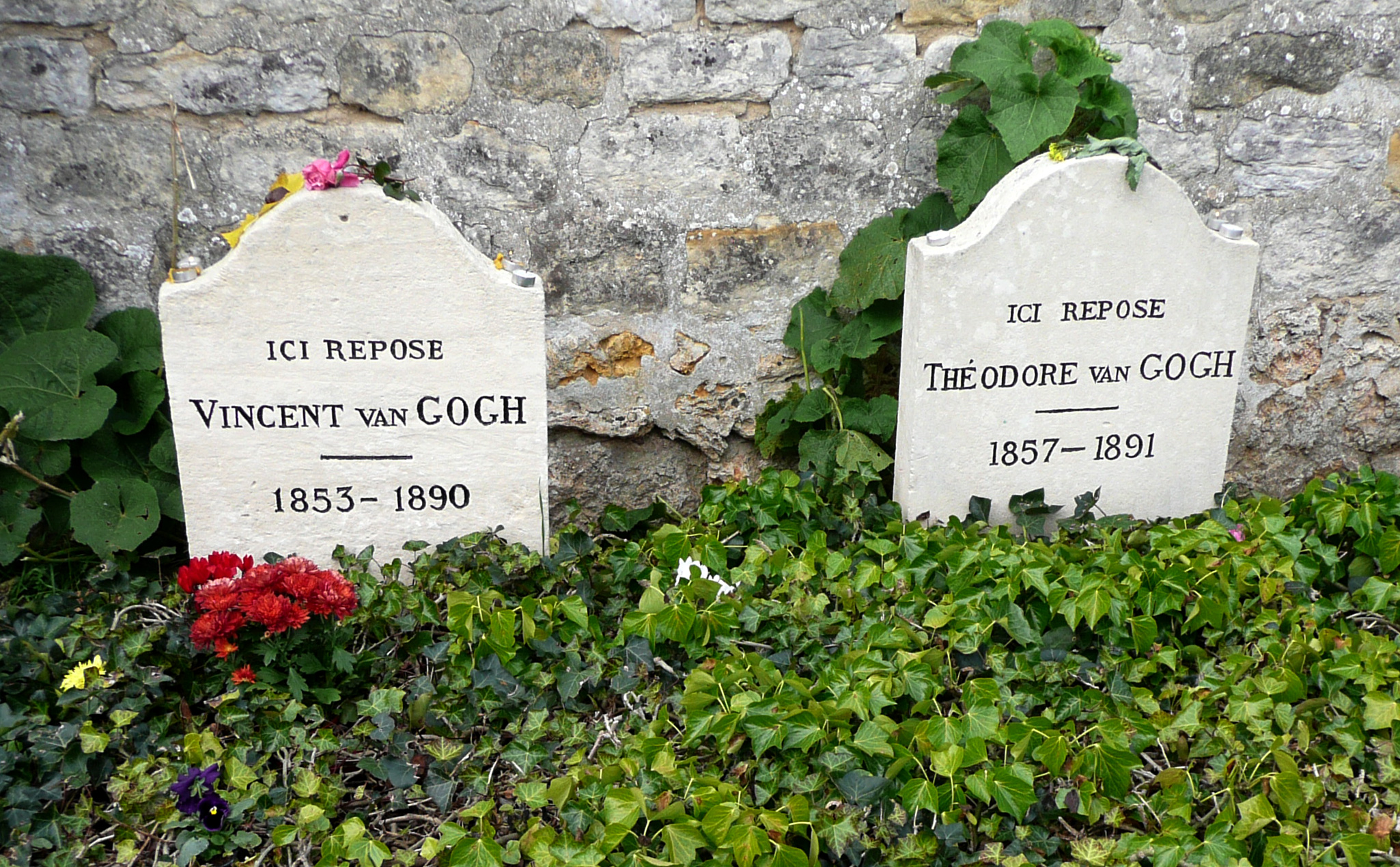
文森特和西奧梵高之墓

1890年7月27日傍晚，37岁的梵高用7毫米口徑的勒福舍左輪手槍自杀，無目擊者。自殺地點可能是他曾畫過的一片麥田，也可能是一座農舍。子彈擊中了他的一根肋骨、穿過了他的胸膛，但沒對其他器官造成傷害。槍擊過後他仍可以行動，並走回了拉乌客栈。他找了兩名醫生來查看傷勢，但因爲沒有外科醫生在場，子彈無法取出。醫生給他做了一些應急處理，然後就離開了。梵高則一個人呆在臥室，抽著煙。第二天西奧跑去看他的時候梵高的精神狀態還不錯，但其狀況在數小時内迅速惡化，最終因傷口感染而在29日凌晨去世。西奧說他哥哥的遺言為：“痛苦永存”（La tristesse durera toujours）。
7月30日梵高葬于瓦兹河畔欧韦尔的公墓，參加葬禮的有西奧、西奥的岳父安德烈·邦格（Andries Bonger）、查爾斯·拉瓦爾、埃米爾·伯納德、嘉舍醫生等二十人。當時西奧身體也不是很好，之後更是每況愈下，終于在1891年1月25日逝世，死後葬於烏特勒支。1914年西奧的遺孀將其遺體遷葬到其兄墓旁。
2014年，据科技部落格网站Gizmodo报道，艺术家蒂姆·斯特比用梵高的基因创作出了他耳朵的复制品。

## 身后
1880年代末他的作品首次展出之后，他就逐渐在艺术家圈子里有了些名气，但没有得到大众的注意，不過据说法国总统玛利·弗朗索瓦·萨迪·卡诺曾对他的作品表示欣赏。他死后，布鲁塞尔、巴黎、海牙和安特卫普等地举办了他的纪念展览。1892年，奥克塔夫·米尔博曾写到梵高的死是“艺术界的重大损失...大众没有蜂拥前往他的葬礼，可怜的文森特·梵高的死虽然意味着一束美丽的天才之火的熄灭，但他的死却还是像他活着的时候那样悄无声息”。
他的作品在他死后逐渐开始得到人们的注意，影响到了亨利·马蒂斯、安德烈·德朗和莫里斯·德·弗拉芒克等人，一定程度上导致了野兽派的诞生。埃米尔·诺尔德也受过梵高作品的影响。加上他的作品又在1913年军械库展览会等重要艺术展上展出，梵高的名声逐渐提高。
他的书信集在1914年出版，一个为艺术献身的画家形象开始成形。1934年，欧文·斯通以梵高的书信为基础写出了《渴望生活》一书，1956年又改编成电影，使得他在美国人中也开始变得家喻户晓。
他的作品现在已经跻身世界上最昂贵的画作之中，有多幅拍出1亿美金以上的高价。

### 收藏处
- 梵谷博物馆：位于荷兰阿姆斯特丹。收藏梵谷油画二百余件、素描550件和七百多封书信等，是收藏梵谷画作最多的美术馆，包括从初期的荷兰时期，巴黎时期、阿尔时期直至圣雷米、奥维尔时期的全部名作。馆内还有其他作家的作品，梵谷的生平介绍以及相关历史遗物。
- 克勒勒-米勒博物館：位于荷兰奥特洛。搜罗梵谷的油画及素描作品共278件，如《夜晚露天咖啡座》等。
- 慕尼黑新美术馆：位于德国慕尼黑。主要收藏19世纪的作品，包括梵谷的《向日葵》。
- 纽约现代艺术博物馆：位于曼哈顿，收藏了著名的《星夜》。
- 英国国家美术馆：位于伦敦，收藏了梵高的多幅作品，其中最出名的是梵高的《向日葵》 。

## 畫作

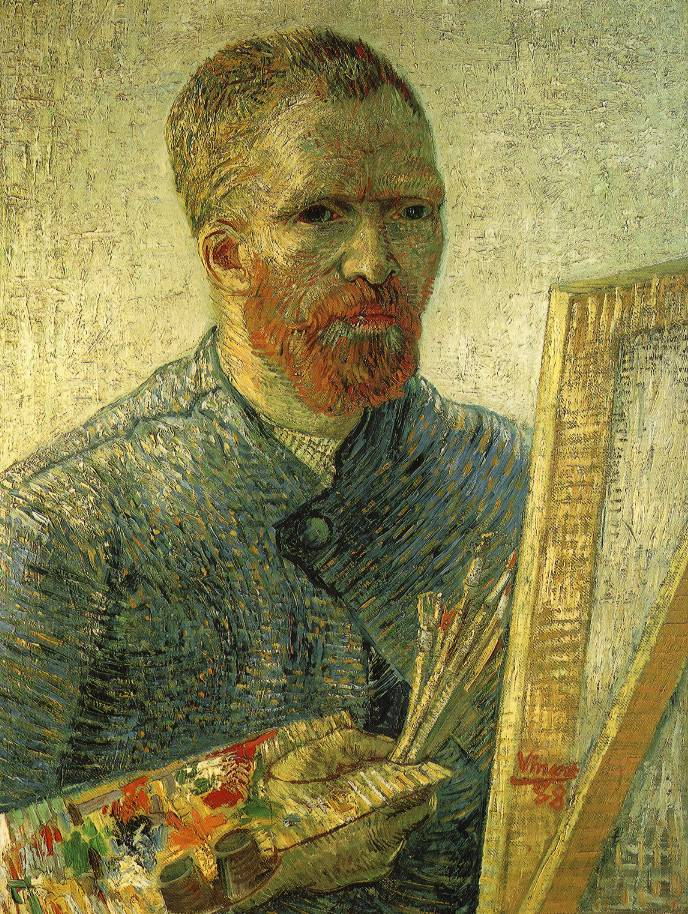
《自畫像》（Self-portrait as an artist），1887-88年，收藏於梵谷博物館
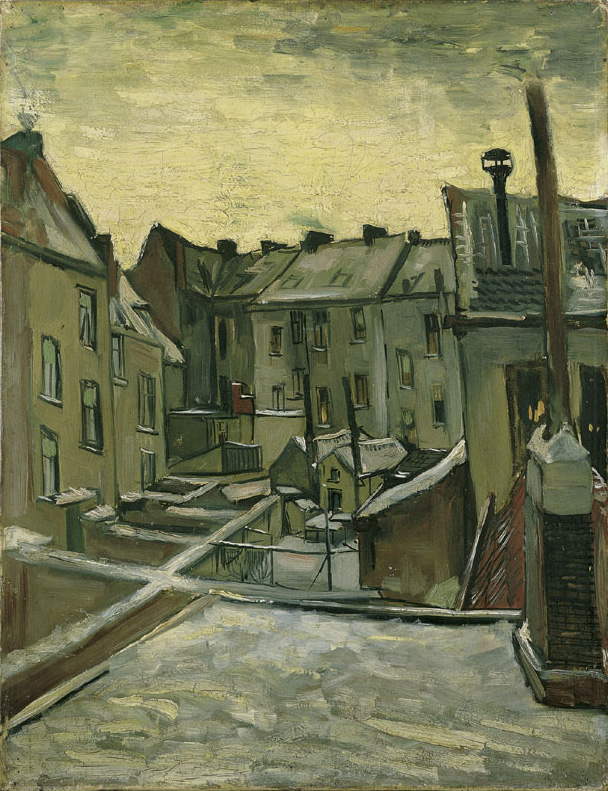
《安特衛普的後院》（Backyards of Old Houses in Antwerp in the Snow），1885年，收藏於梵谷博物館
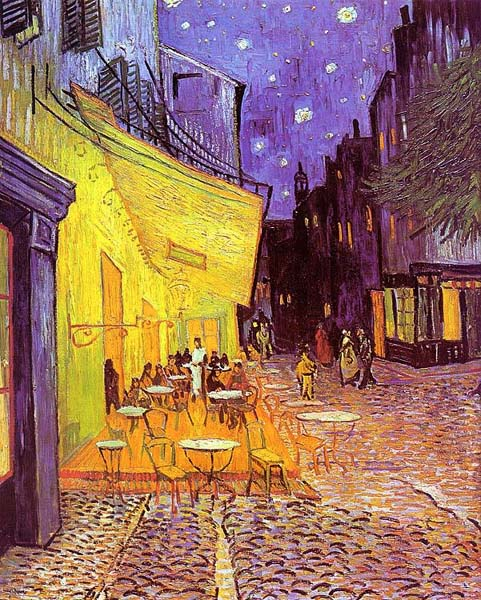
《夜晚露天咖啡座》（Cafe Terrace at Night），1888年，收藏於科倫-米勒博物館
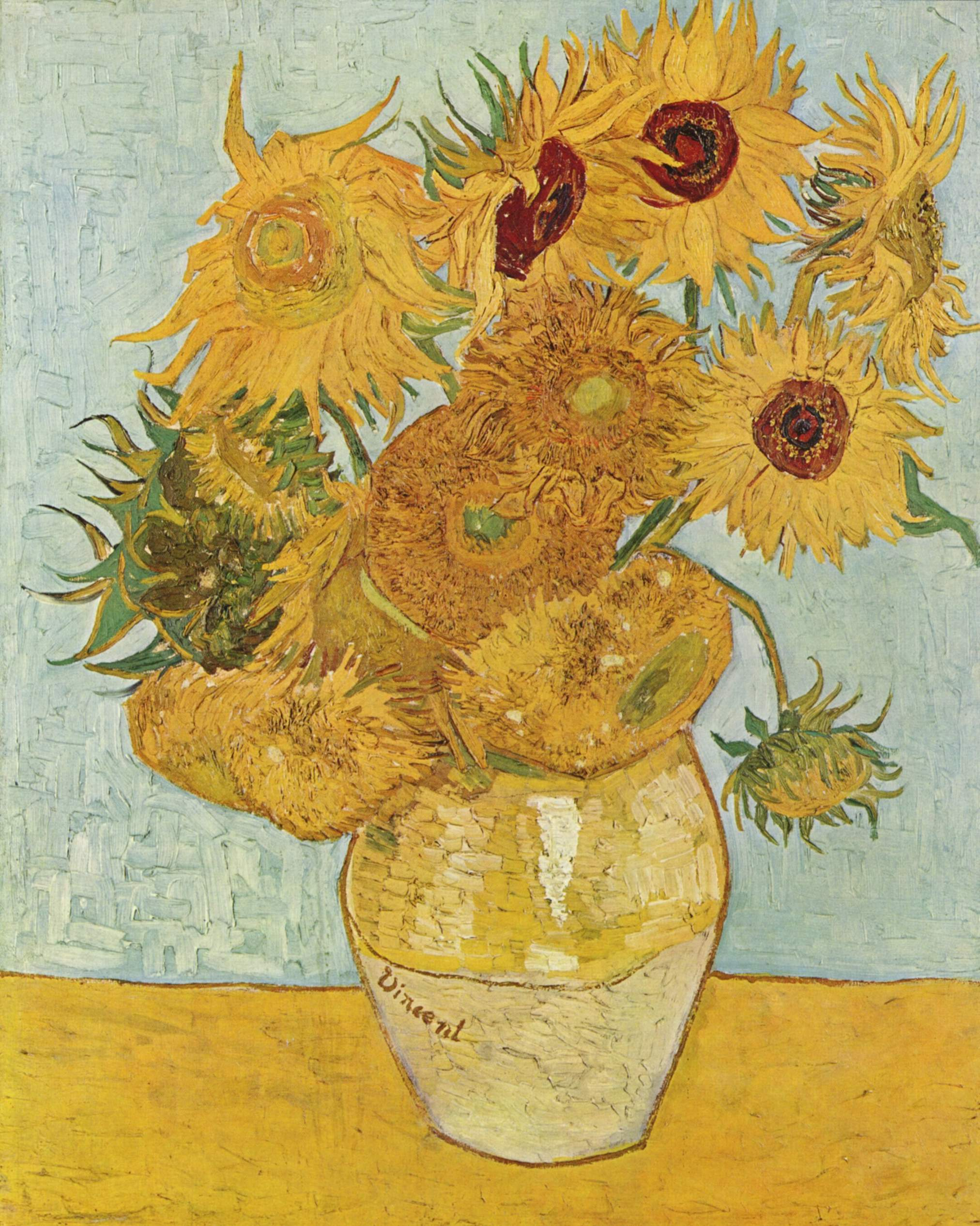
《向日葵》（Vase with Twelve Sunflowers），1888年，收藏於德國慕尼黑新绘画陈列馆
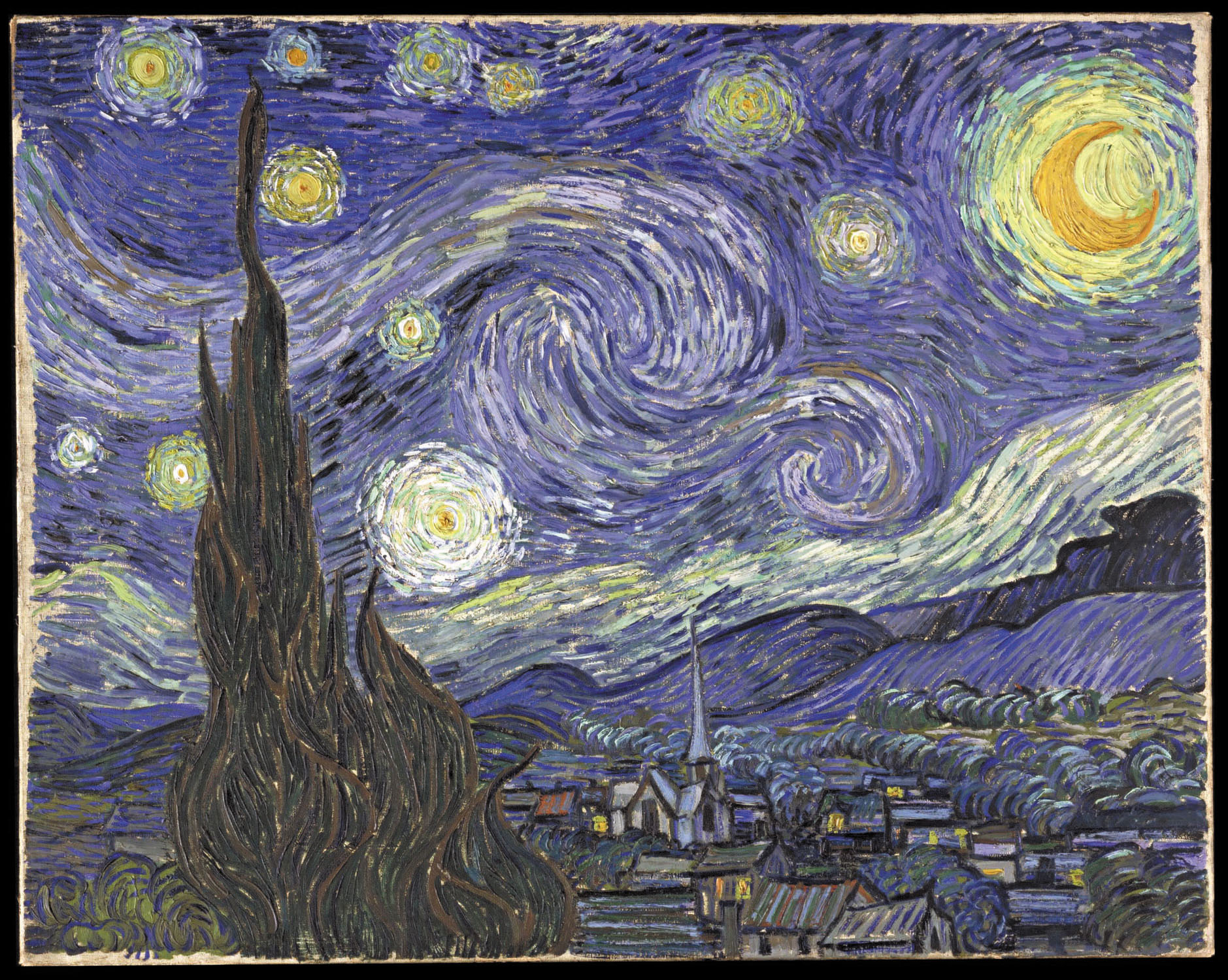
《星夜》（The Starry Night），1889年，收藏於紐約現代藝術博物館
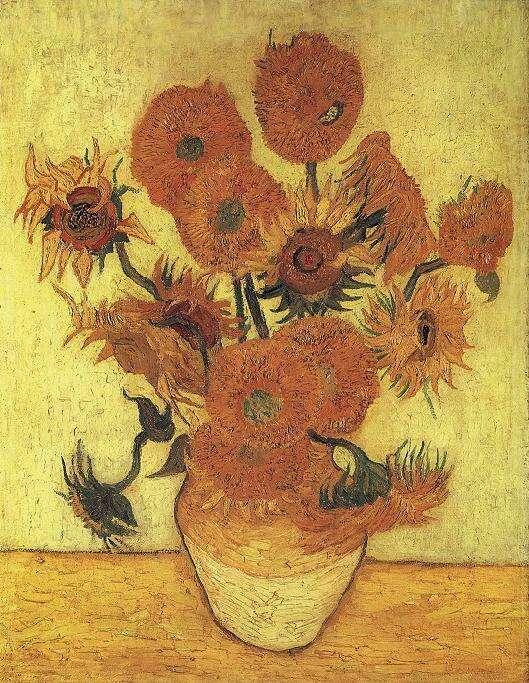
《向日葵》（Sunflowers），1889年，收藏於梵谷博物館
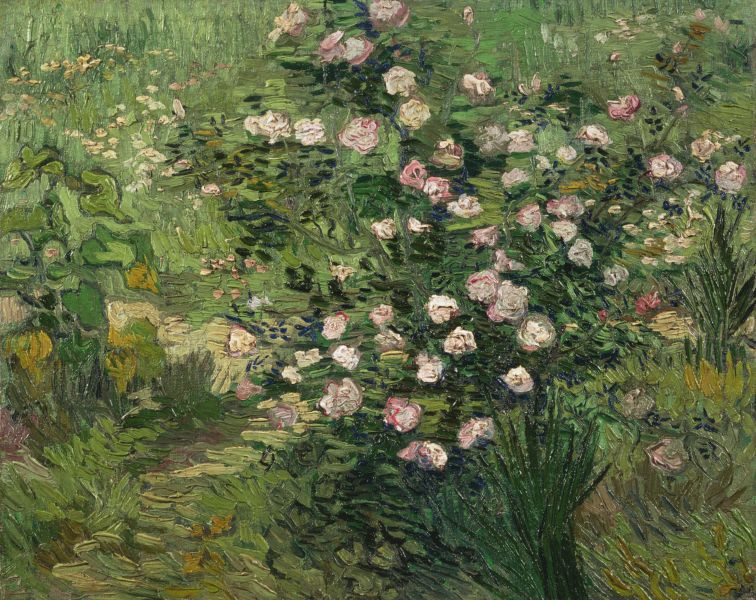
《玫瑰》（Roses），1889年，收藏於日本國立西洋美術館
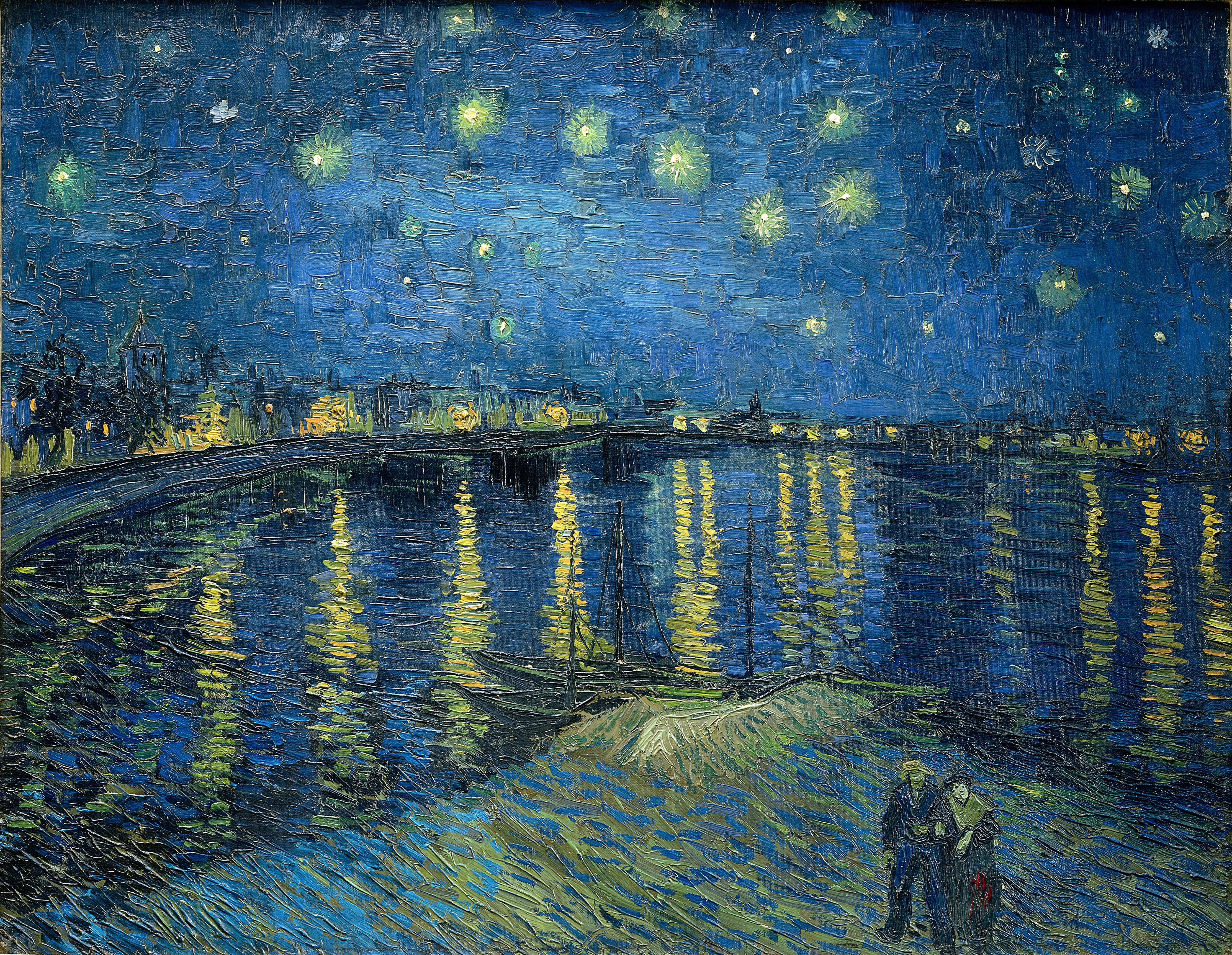
《羅納河上的星夜》（Starry Night Over the Rhone），1888年，收藏於奧塞美術館
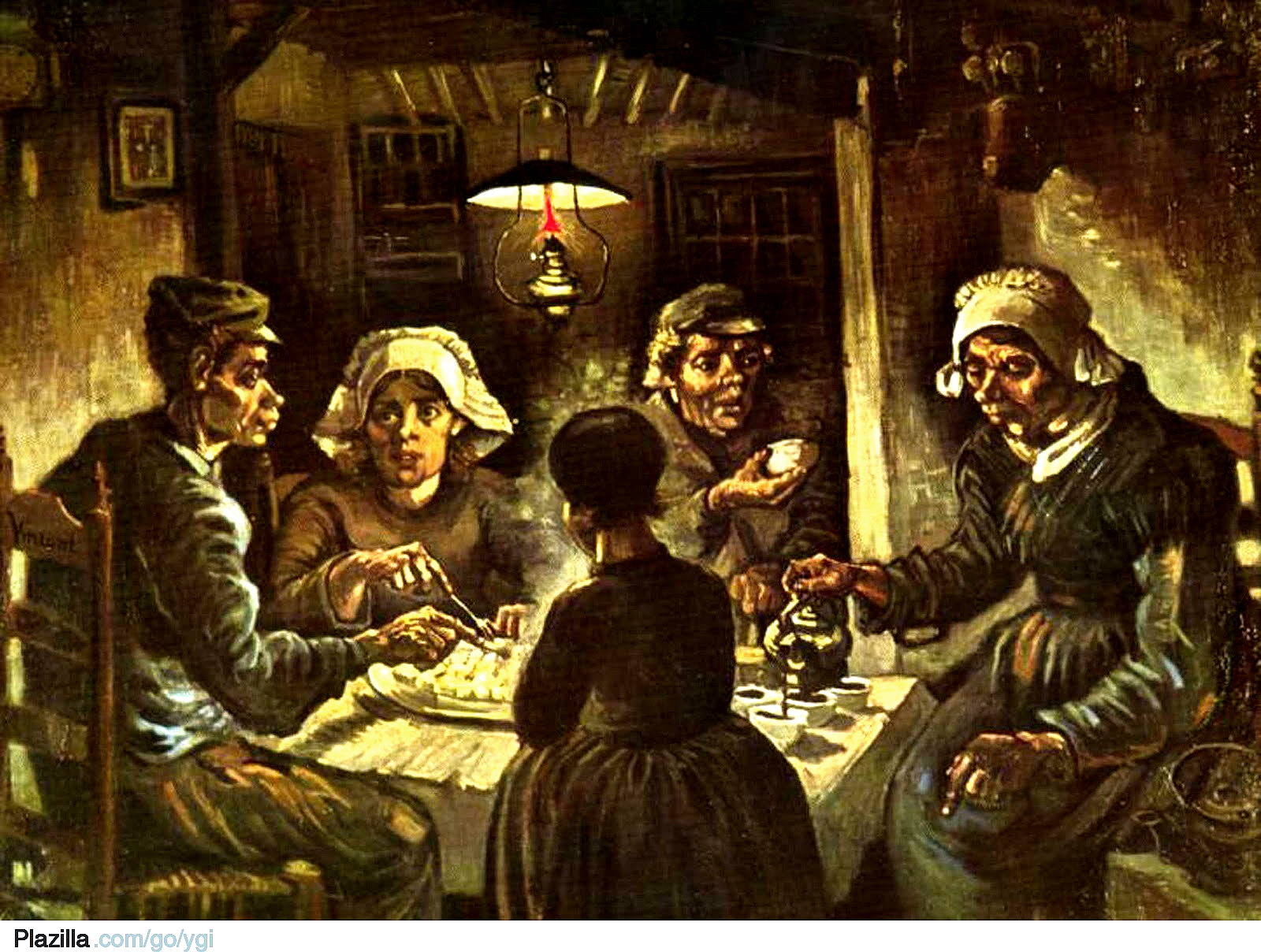
《吃馬鈴薯的人》（The Potato Eaters），1885年，收藏於梵谷博物館
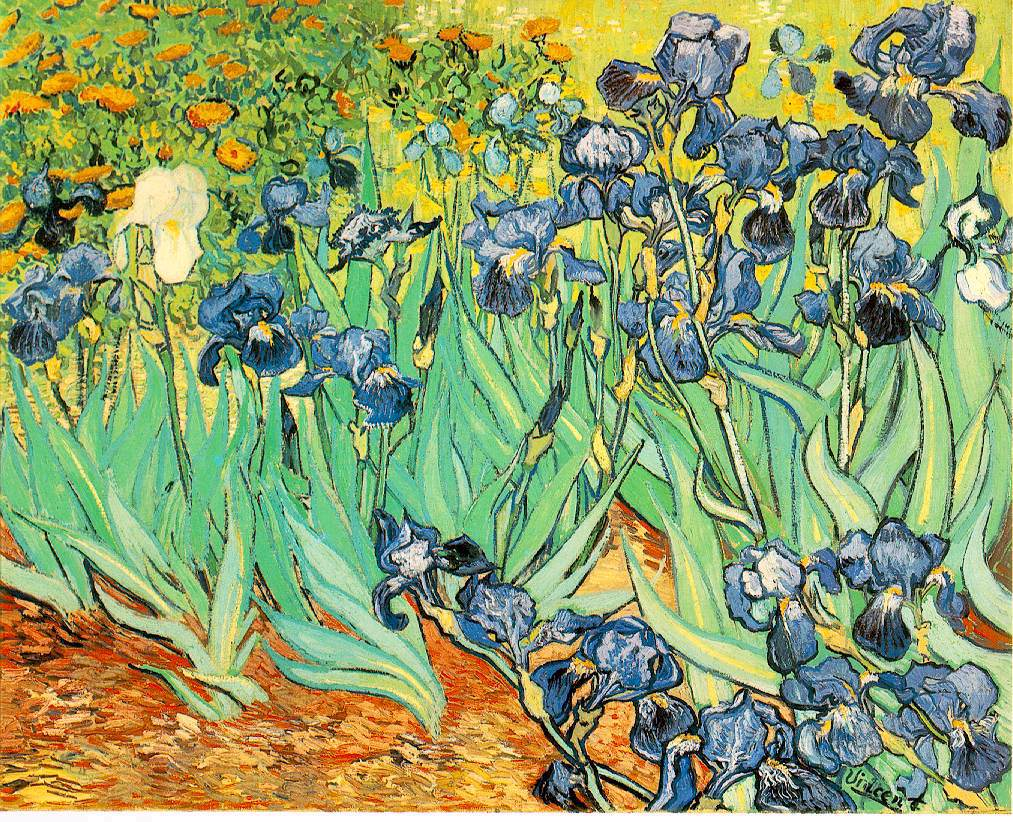
《鳶尾花》（Irises），1889年，收藏於美國加州盖蒂中心
《在亞爾的臥室》第三版（Vincent`s Bedroom in Arles），1889年，收藏於奧塞美術館
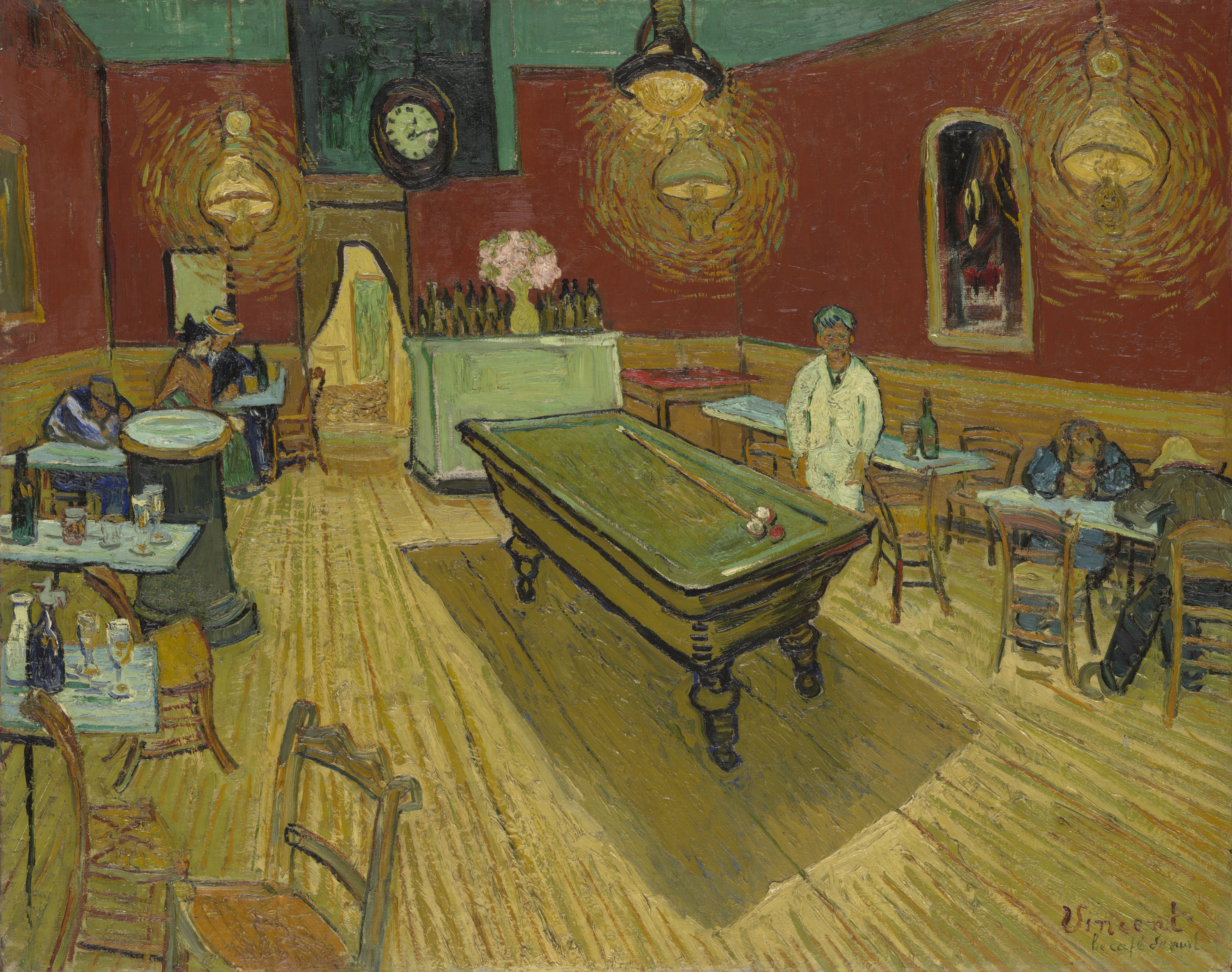
《夜間咖啡館》（The Night Cafe in the Place Lamartine in Arles），1888年，收藏於耶鲁大学美术馆
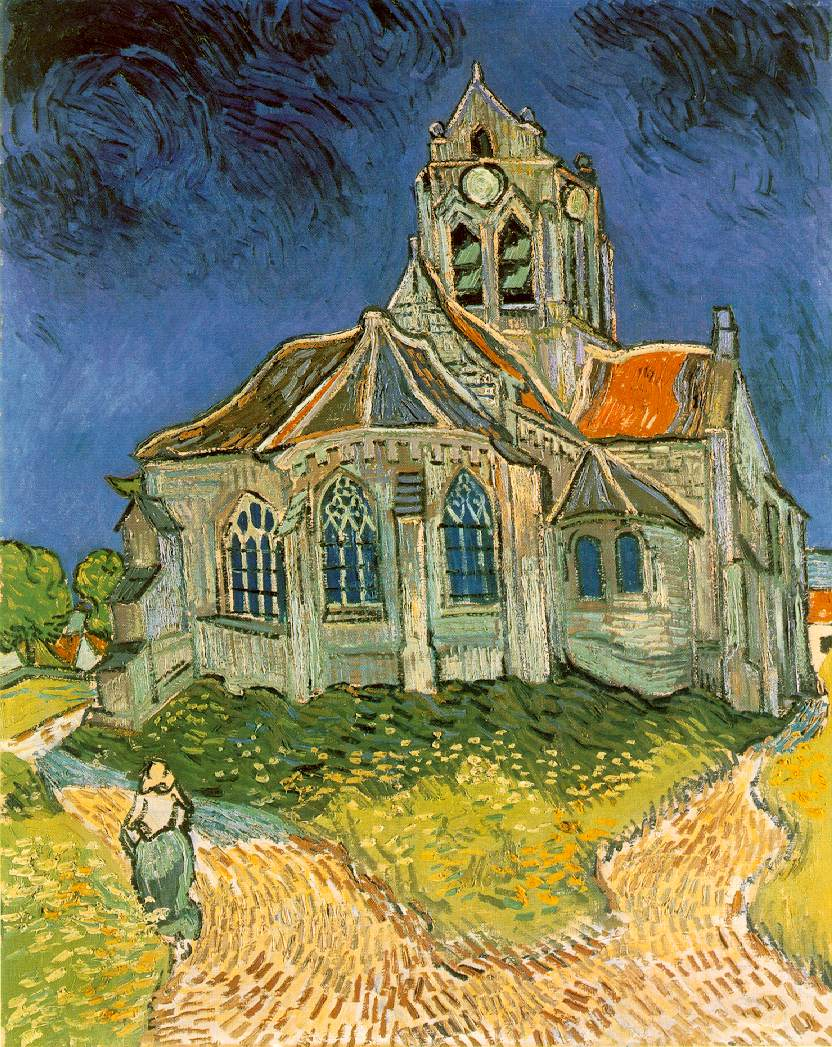
《奧維爾教堂》（The Church at Auvers），1890年，收藏於奧塞美術館
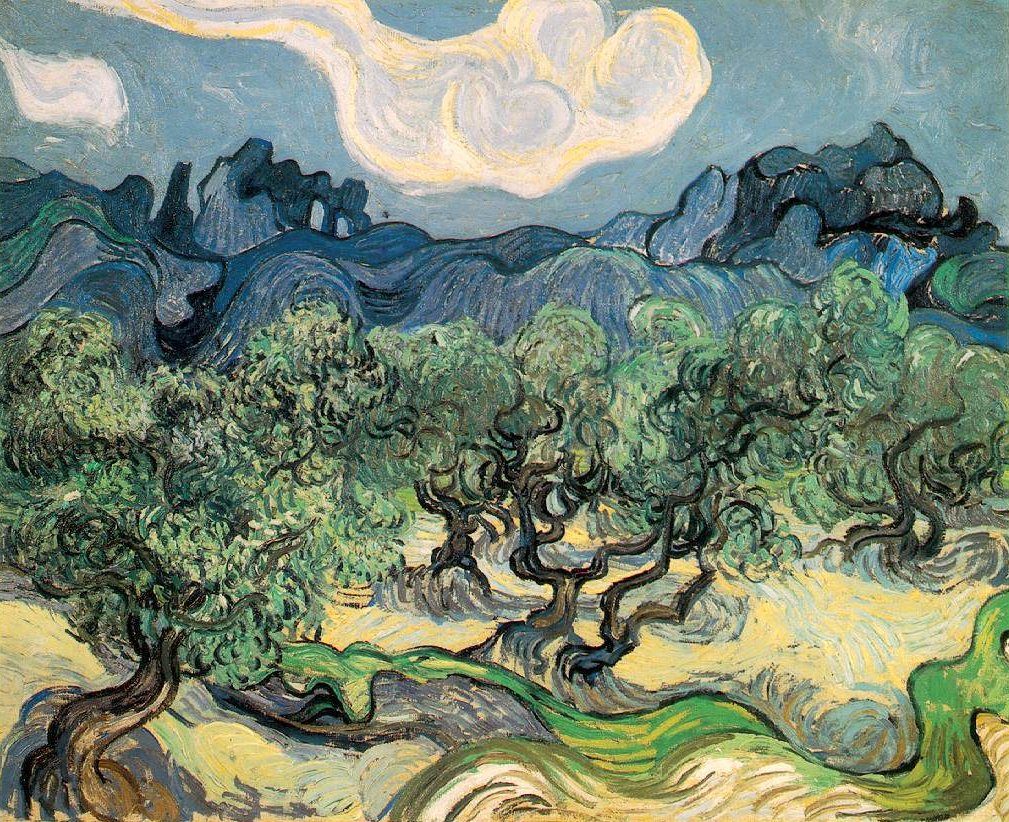
《橄榄樹》（The Olive Trees），1889年，收藏於美國紐約現代藝術博物館
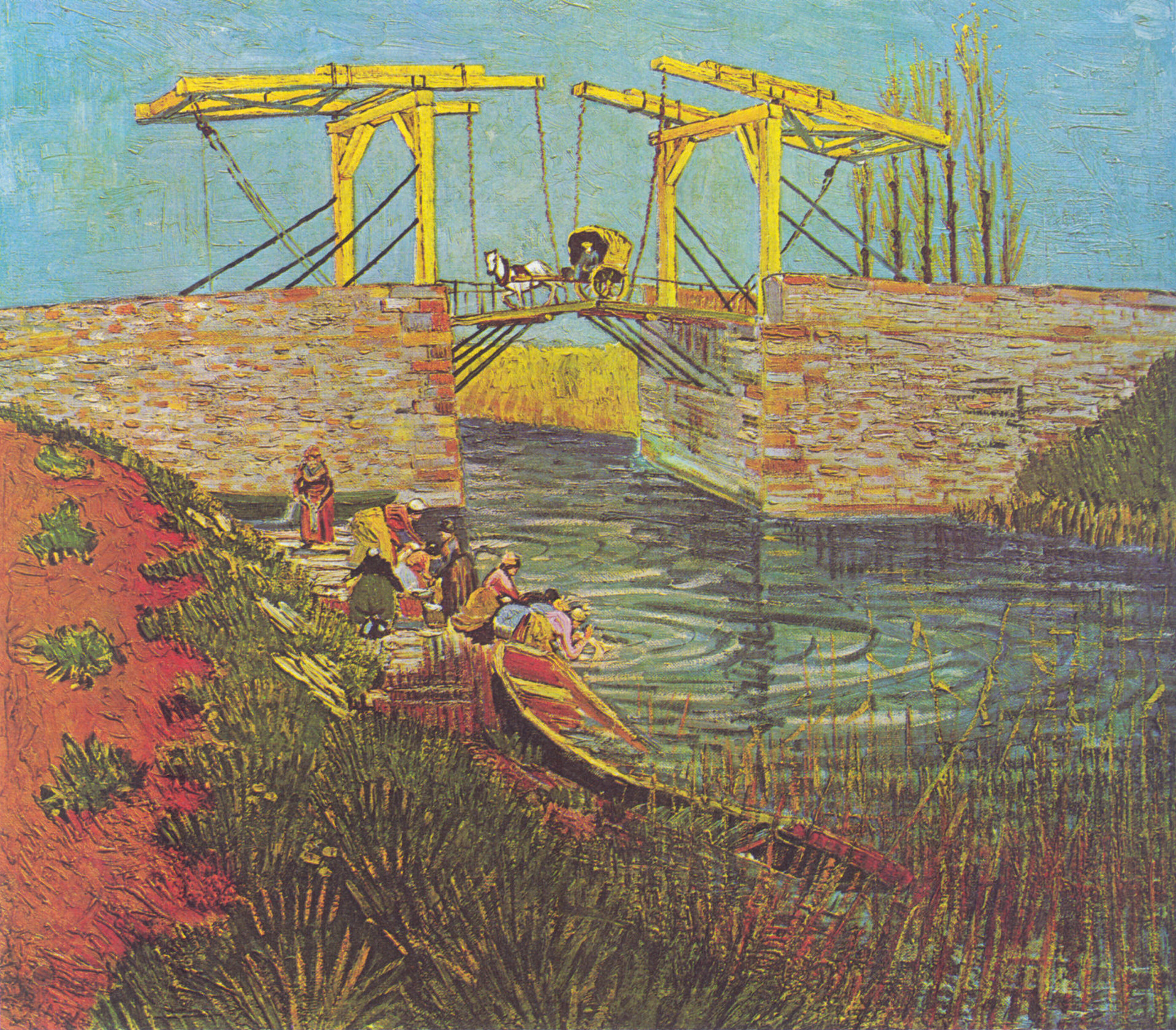
《朗格魯瓦吊橋》（The Langlois Bridge at Arles with Women Washing），1888年，收藏於荷蘭克勒勒-米勒博物館
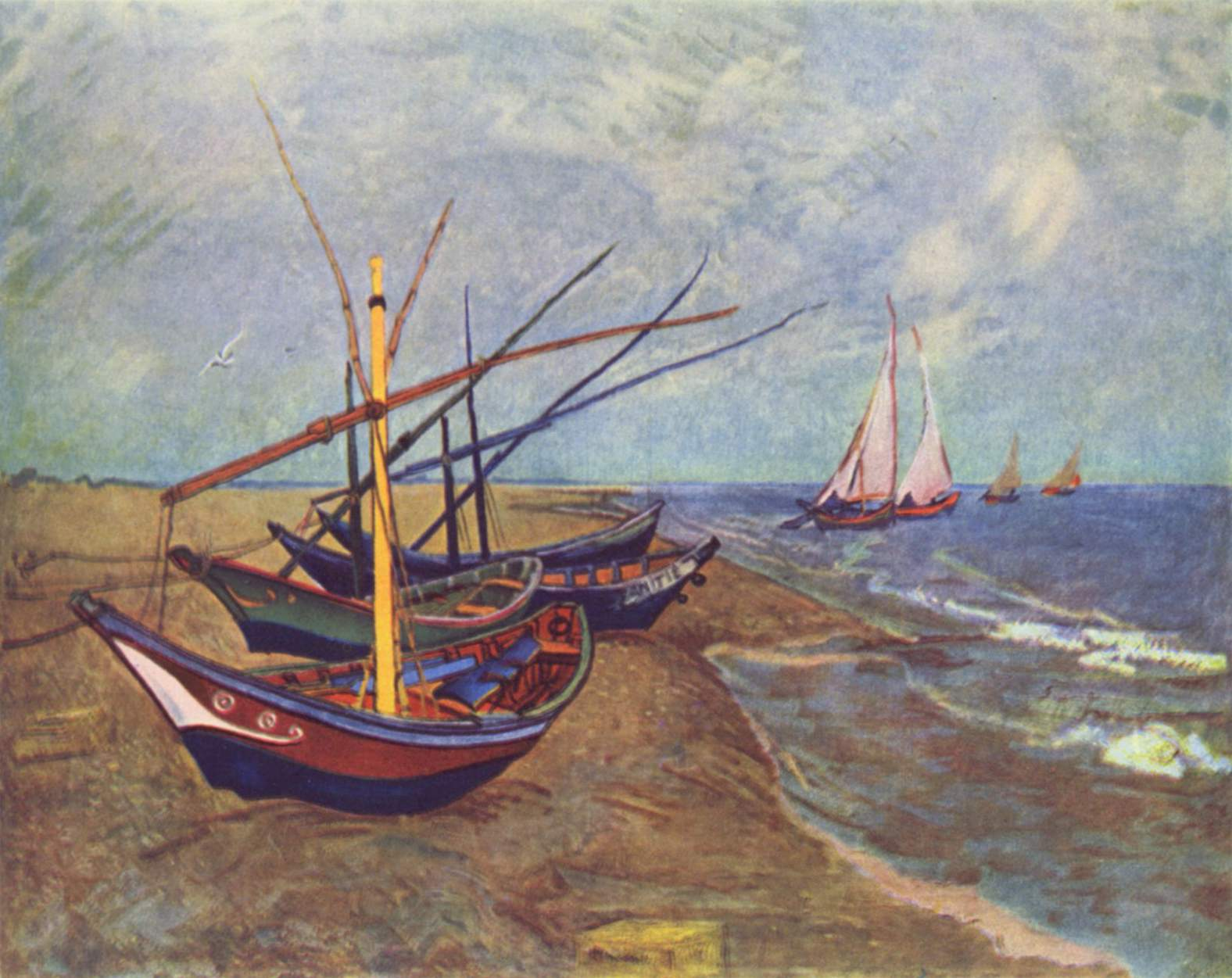
《在聖馬迪拉莫海邊的漁船》（Fishing Boats on the Beach at Saintes-Maries-de-la-Mer），1888年，收藏於梵谷博物館
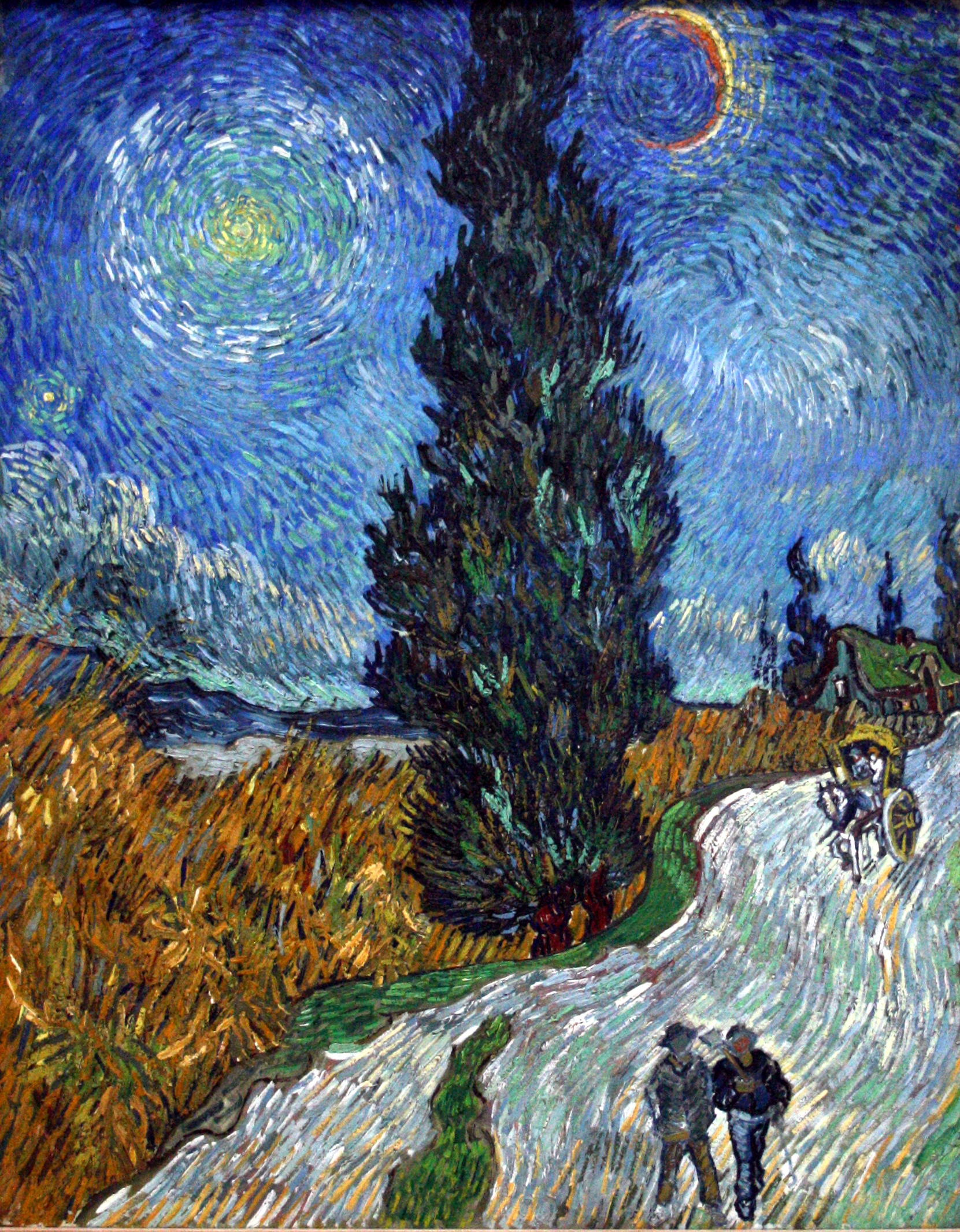
《有絲柏的道路》（Road with Cypress and Star），1890年，收藏於荷蘭克勒勒-米勒博物館
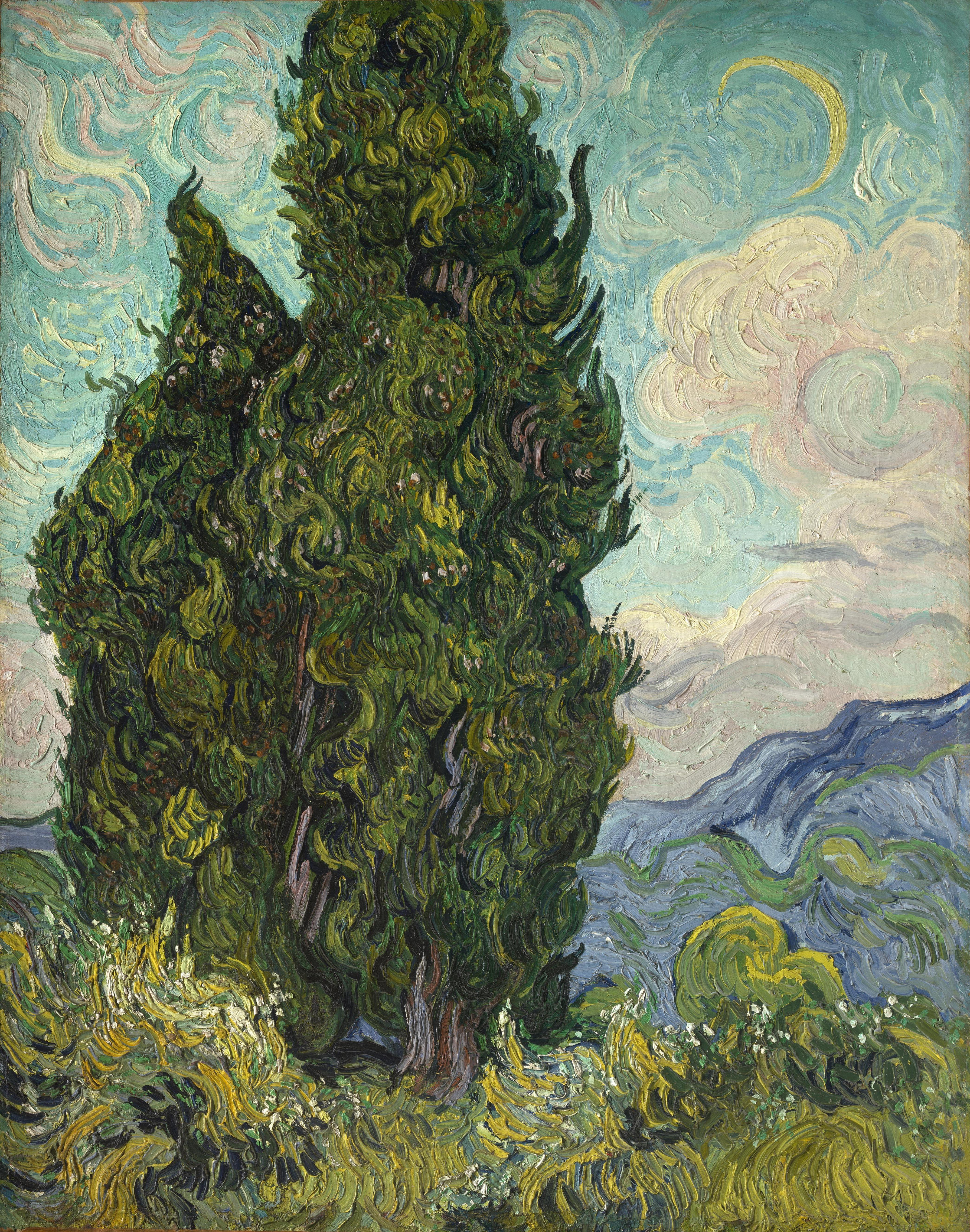
《絲柏樹（英语：Cypresses (Metropolitan Museum of Art)）》（Cypresses），1889年，收藏於大都會博物館
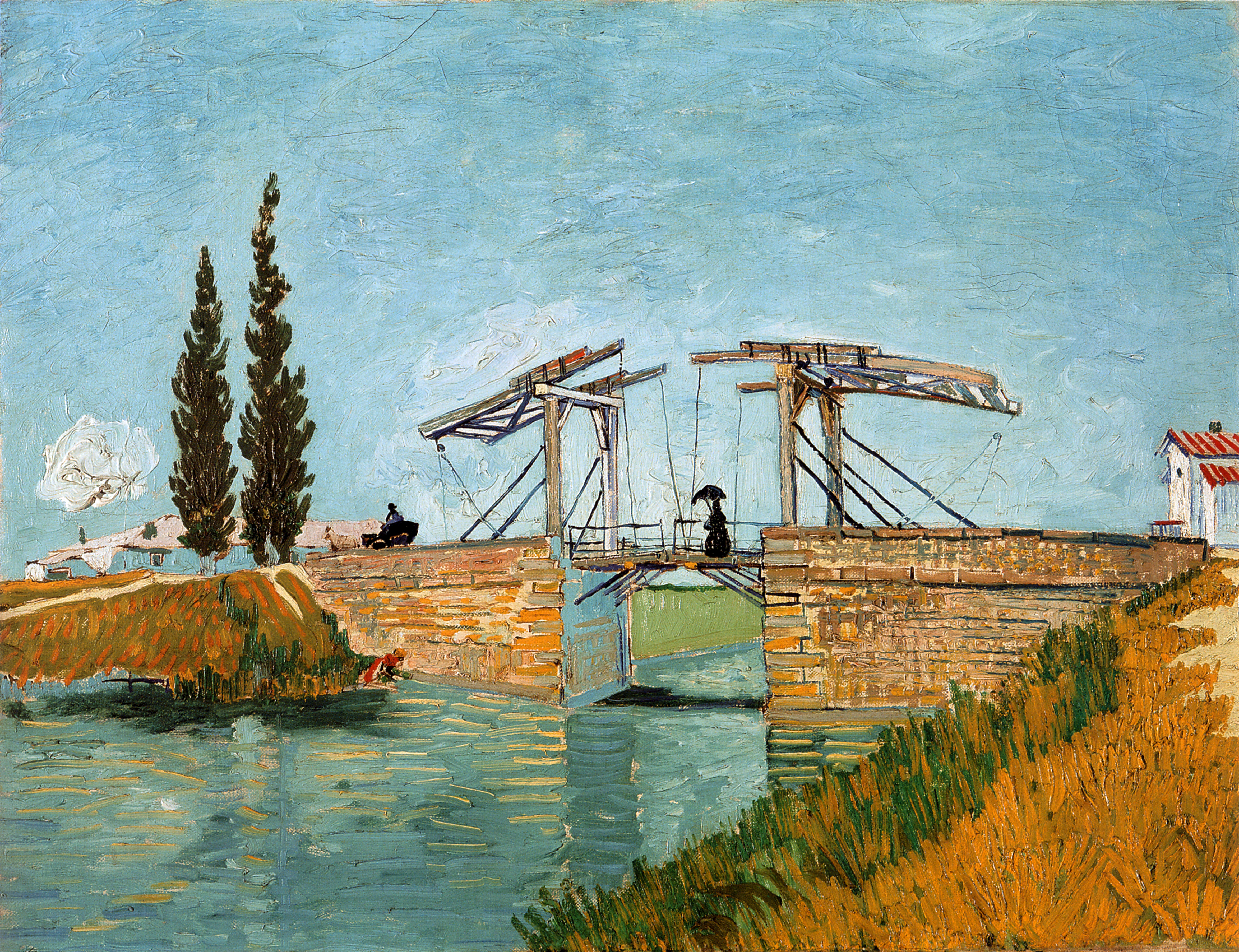
《亞爾附近的吊橋》（Drawbridge with a Lady with a Parasol），1888年，收藏於德國瓦爾拉夫-里夏茨博物館
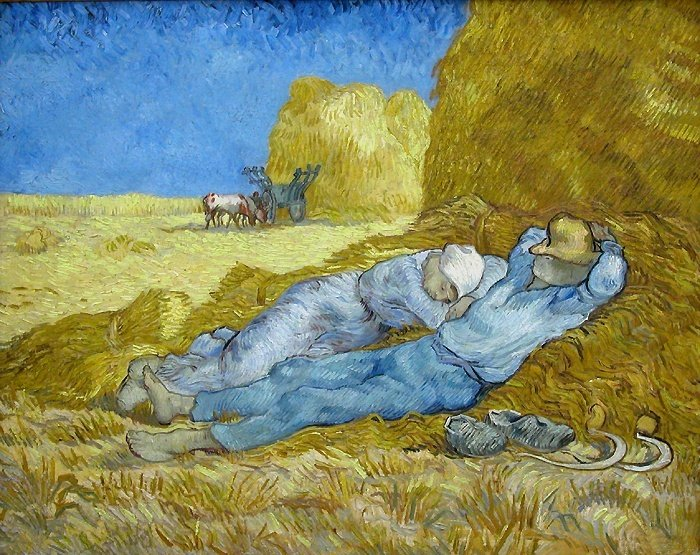
《午睡》（Rest from Work），1889年到1890年，收藏於奧塞美術館
《麥田裡的絲柏樹（英语：Wheat Field with Cypresses）》（A Wheatfield, with Cypresses），1889年，收藏於紐約大都會博物館
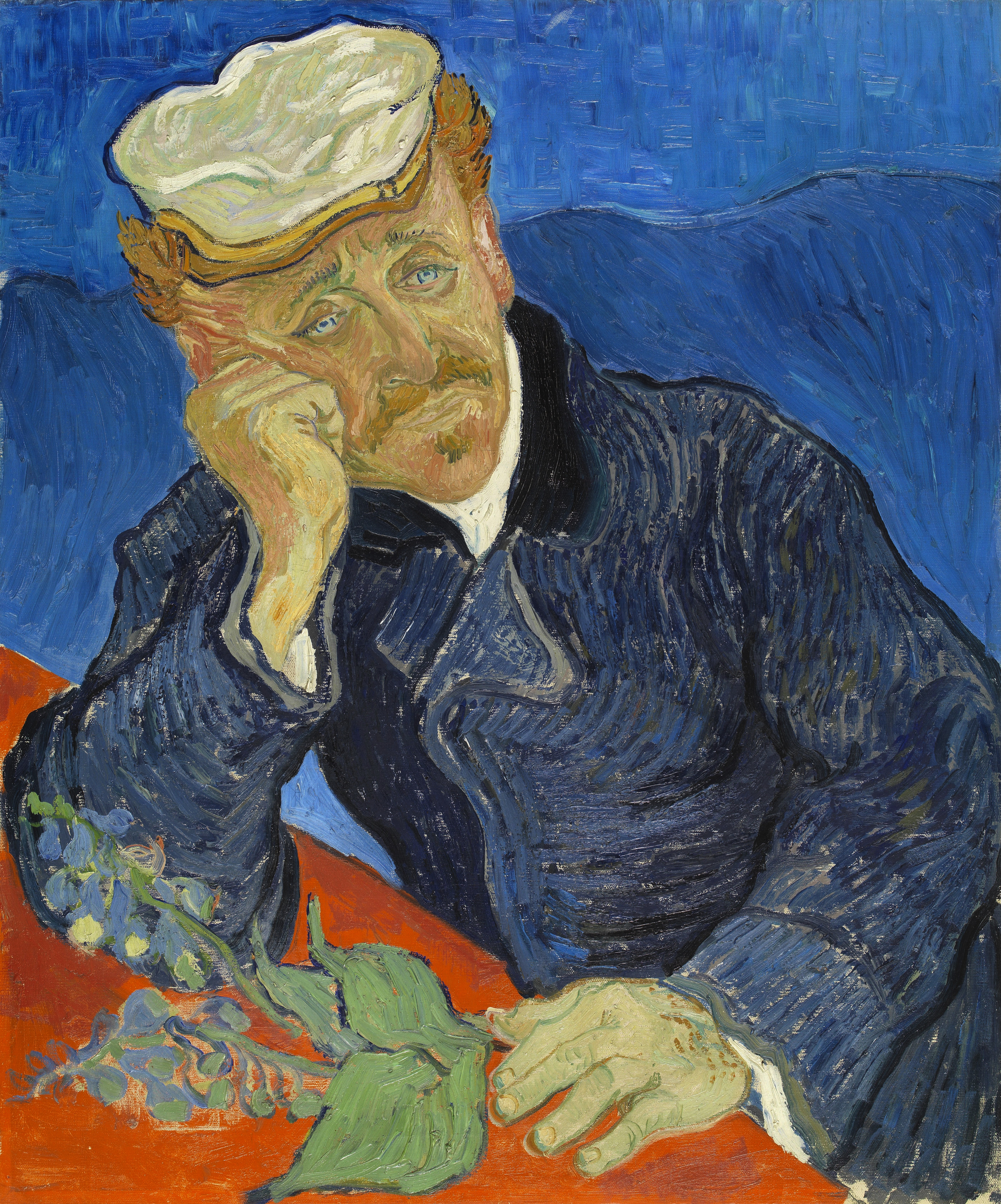
《嘉舍醫師的畫像》（Portrait of Dr. Gachet），1890年，收藏於奧塞美術館
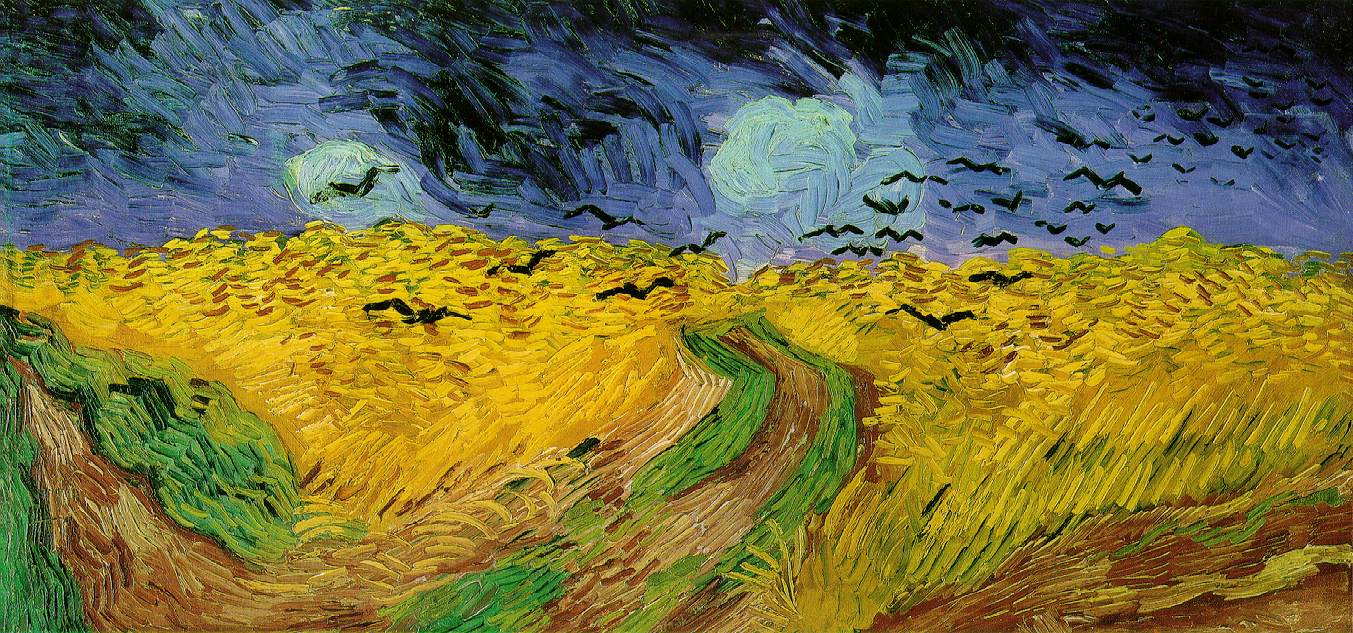
《麥田群鴉》（Wheatfield with Crows），1890年，收藏於梵谷博物館
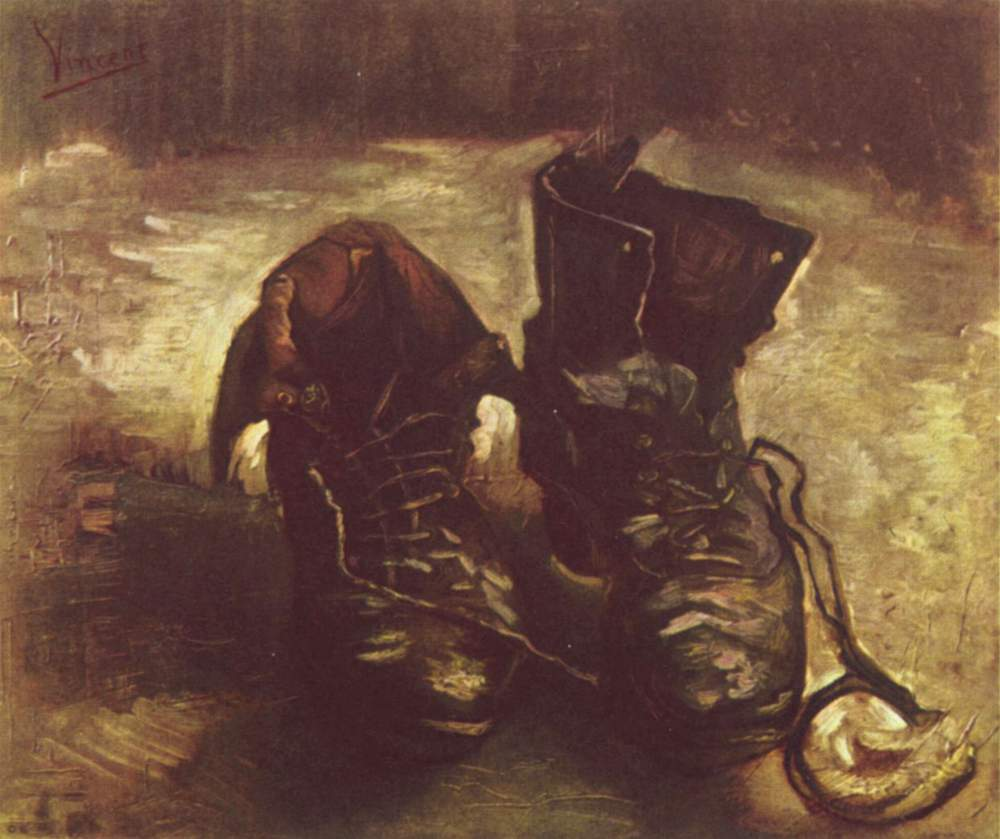
《農民鞋》

## 相關作品
- 梵谷的書信體自傳《親愛的提奧》是梵谷生前寫給弟弟西奧的書信，按日期集合成書，真實反映梵谷的創作經過與心路歷程。
- 1931年小說《梵谷傳》（Lust for Life），作者歐文·斯通（Irving Stone）。
- 1956年電影《慾海浮生》（Lust for Life），改編自歐文·斯通《梵谷傳》，由雲信·明尼里（Vincente Minnelli）執導，卻·德格拉斯扮演梵高。
- 美國流行歌手唐·麥克林（Don McLean）收錄於1971年冠軍專輯《美國派（英语：American Pie (album)）》（American Pie）的作品《梵谷之歌》（Vincent），便是他在閱讀過一本關於梵谷的傳記後，以《星月夜》這作品為主題所創作的歌曲。
- 1990年電影《夢》，由日本知名導演黑澤明執導。梵谷出現於其中第五夢《鴉》。
- 香港唱作女歌手王菀之也借梵高為題材，創作並演繹《畫意》一曲，由林夕填詞，並收錄於2006年的專輯《詩情·畫意》。
- 台湾歌手阿沁在2007年发行音乐专辑，名为《梵谷的左耳》，并收录同名歌曲。
- 中国大陆民谣歌手李志于2007年发行专辑《梵高先生》，收录同名歌曲。
- 日本漫畫家穗積，於2013年5月出版的《再見了，魔法師》，以弟弟西奧的視角，描述梵谷兄弟的一生。
- 日本漫畫家細野不二彥的《真相之眼》裡，虛構了第三幅的《向日葵》畫作。
- 英国科幻电视剧《神秘博士》系列5的第10集剧名为《文森特与博士》，讲述了博士回到过去和梵高相遇的故事。[163]
- 2017年動畫電影《至愛梵高》。
- 2018年電影《梵谷：在永恆之門》
- 手機遊戲《Fate/Grand Order》於2020年作為「Foreigner」職階登場的从者
- 新加坡歌手孫燕姿的第十三張錄音室專輯名稱為《跳舞的梵谷》。

## 外部連結
- 梵谷博物馆 （页面存档备份，存于）（英文）